# 夢対決!とんねるずのスポーツ王は俺だ!スペシャル
『夢対決とんねるずのスポーツ王は俺だ!!』（ゆめたいけつとんねるずのスポーツおうはおれだ!!）は、テレビ朝日系列で2000年から放送されているスポーツバラエティ番組（正月特別番組）であり、とんねるずの冠番組および長寿番組。また、2012年から2019年までは夏、もしくは秋にも放送されていた。
ステレオ放送、文字多重放送、ハイビジョン制作を実施。通称は「スポーツ王」もしくは「とんねるずのスポーツ王」。2024年現在、とんねるずがコンビで出演する唯一のレギュラー番組となっている。

## 概要
とんねるず（石橋貴明・木梨憲武）とプロスポーツ選手がさまざまな種目のスポーツで対決するというもので、かつて日本テレビで放送されていた『とんねるずの生でダラダラいかせて!!』の各種スポーツ真剣対決のコーナーを受け継いだもの。とんねるずが単独で対決を挑む場合もあれば、助っ人数名とともにチームを組んで挑む場合もある。2004年までは対決前に挑戦状を読み上げていた。
番組では初期から野球・ゴルフ・サッカーの3競技をベースに、正月のみテニス・卓球などのその他の競技が加わる形が定着している。各競技とも、プロ選手と競技をただ行うわけではなく、ショーアップした上でゲーム性を強めた独自ルールで戦う。
とんねるず側には一定のハンデが与えられるが、とんねるず側が「いかさま」のような行為をして、プロ側が舌を巻くのもお約束となっている。
放送日は2000年の放送開始から毎年1月2日もしくは1月3日のどちらかで、毎年15%以上の安定した視聴率を記録する正月の風物詩的番組となっている。2009年は放送10回目の節目にあたり、「テレビ朝日開局50周年記念番組」として放送時間をこれまでの2時間半から倍の5時間に拡大しての特別番組として放送され、以降も放送時間は5時間で固定されている。なお2024年1月2日放送分は一部地域で17時開始（ネットセールスは19時開始）の6時間スペシャルとして放送された。
2012年7月1日には『とんねるずのスポーツ王は俺だ!! 真夏の猛特訓スペシャル』（とんねるずのスポーツおうはおれだ!! まなつのもうとっくんスペシャル）と題して初めて夏に放送を行なった。内容はゴルフ・サッカー・野球の3競技が基本となる。ただし2016年・2018年はゴルフが無く、とんねるず2人が共演することがなかった。
これ以降、夏にも3時間枠で放送され、冬と併せて、冬の5時間と夏の3時間の年2回の放送が定着している（ただし、後述解説する通り、年によっては夏と秋の放送になることもある）。また本編の放送直前 に「直前スペシャル」が放送されるのも恒例化しており、過去の名場面に加え本編で未放送の競技や舞台裏の様子も放送される。また、2020年5月3日の18:30 - 22:50には、2020年冬放送分で構成された特別編が放送された。
放送する競技の順番は特に決まっていないがゴルフが最初に放送されることが多く、リアル野球BANは最終競技として放送されることが多い。
第12回の2011年1月2日（日曜日）の放送分で、全曜日での放送を網羅した。
現在、とんねるずが出演する唯一のテレビ朝日のバラエティ番組であると同時に、2018年3月にフジテレビの『とんねるずのみなさんのおかげでした』が放送終了したことに伴い、同年4月以降はとんねるずが出演する唯一のレギュラー番組となっている。
2024年からは、『スペシャル』の文字が外れ、『とんねるずのスポーツ王は俺だ!! 』に番組名が変更された。
2007年は参院選出馬前の丸川珠代がテレビ朝日のアナウンサーとして出演した最後の番組である。
第25回（2024年）は放送当日夜に羽田空港において日本航空の航空機と海上保安庁の航空機同士による衝突事故が発生したことに伴う臨時ニュースを制作局のテレビ朝日を含む同系列局（朝日放送テレビ、メ〜テレ等）において挿入したため、該当地域では番組を一時中断した。未放送部分については一部地域を除いて1月6日に放送すると共にTVerでも見逃し配信することを同月4日に発表した。

### 世界進出
この番組をフォーマットした番組が2015年6月30日にアメリカFOXで『ビート・ザ・チャンピオンズ』として放送された他、ドイツでも現地制作版の放送が決定している。

## 出演者

### メイン司会
- とんねるず（石橋貴明・木梨憲武）

### 実況
全てテレビ朝日系列のアナウンサー。とんねるずはメイン司会を兼ねて競技を行うため、競技中の実際の進行は実況アナウンサーが行う。
- 角澤照治
- 中山貴雄（2012年冬まで）
- 清水俊輔（2006年[10]）
- 吉野真治（2016年冬）
- 大西洋平（2016年夏）
- 野上慎平（2016年冬、2017年冬）
- 進藤潤耶（2017年冬）
  - 他テレビ朝日スポーツ中継担当アナウンサー（競技により異なる）

### リポーター
かつては産休に入る前の武内絵美やテレビ朝日退社前の丸川珠代、前田有紀も担当していた。
表記がない限り東京・テレビ朝日のアナウンサー。
- 大木優紀
- 竹内由恵（2014年夏、2015年冬、2016年冬、2017年冬）
- 宇賀なつみ（2015年）
- 青山愛（2016年夏）
- 久冨慶子（2013年夏、2014年夏、2015年、2016年冬）
- 山本雪乃（2016年冬、2022年冬）
- 紀真耶（2017年夏、2018年夏）
- 宇佐美佑果（2017年冬）
- 弘中綾香（2019年冬、2020年冬、2021年冬）
- ヒロド歩美（大阪・ABCテレビアナウンサーで2018年夏、2019年冬、2020年冬、2022年冬）
- 斎藤ちはる（2023年冬、2024冬、2025冬）
- 渡辺瑠海（2021年冬、2025冬）
- 鈴木新彩（2023年冬、2024冬）

### ナレーション
- 平野義和（ゴルフ対決・番組冒頭の内容紹介）
- 佐藤賢治（リアル野球BAN）
- 服部伴蔵門（サッカー対決）
- 垂木勉（サッカー対決（2016年冬のキックベースボールから担当））

## 放送日

### 通常版
| 回数   | 放送日                 | 放送時間（JST） | 備考                                                        | 視聴率                                      |
| ------ | ---------------------- | --------------- | ----------------------------------------------------------- | ------------------------------------------- |
| 第1回  | 2000年1月3日（月曜日） | 21:00 - 23:30   |                                                             | 14.2％                                      |
| 第2回  | 2001年1月2日（火曜日） | 21:00 - 23:30   |                                                             | 11.5％                                      |
| 第3回  | 2002年1月2日（水曜日） | 21:00 - 23:30   |                                                             | 10.4％                                      |
| 第4回  | 2003年1月3日（金曜日） | 21:00 - 23:30   |                                                             | 13.6％                                      |
| 第5回  | 2004年1月2日（金曜日） | 21:00 - 23:30   |                                                             | 11.2％                                      |
| 第6回  | 2005年1月3日（月曜日） | 21:00 - 23:30   |                                                             | 15.7％                                      |
| 第7回  | 2006年1月3日（火曜日） | 21:00 - 23:30   |                                                             | 12.7％                                      |
| 第8回  | 2007年1月3日（水曜日） | 21:00 - 23:30   |                                                             | 14.6％                                      |
| 第9回  | 2008年1月3日（木曜日） | 21:00 - 23:30   |                                                             | 14.7％                                      |
| 第10回 | 2009年1月2日（金曜日） | 18:30 - 23:30   | 第1部…18:30 - 19:00 第2部…19:00 - 23:30                     | 14.4％                                      |
| 第11回 | 2010年1月2日（土曜日） | 18:30 - 23:30   | 第1部…18:30 - 19:00 第2部…19:00 - 23:30                     | 15.7％                                      |
| 第12回 | 2011年1月2日（日曜日） | 18:30 - 23:30   | 第1部…18:30 - 19:00 第2部…19:00 - 23:30                     | 11.7％（第1部） 17.0％（第2部）             |
| 第13回 | 2012年1月2日（月曜日） | 18:30 - 23:30   | 第1部…18:30 - 19:00 第2部…19:00 - 23:30                     | 11.5％（第1部） 17.7％（第2部）             |
| 第14回 | 2013年1月2日（水曜日） | 18:30 - 23:30   | 第1部…18:30 - 19:00 第2部…19:00 - 23:30                     | 10.5％（第1部） 18.0％（第2部）             |
| 第15回 | 2014年1月2日（木曜日） | 18:30 - 23:30   | 第1部…18:30 - 19:00 第2部…19:00 - 23:30                     | 10.5％（第1部） 13.4％（第2部）             |
| 第16回 | 2015年1月2日（金曜日） | 18:30 - 23:30   | 第1部…18:30 - 19:00 第2部…19:00 - 23:30                     | 12.4％（第1部） 15.9％（第2部）             |
| 第17回 | 2016年1月2日（土曜日） | 18:30 - 23:30   | 第1部…18:30 - 19:00 第2部…19:00 - 23:30                     | 11.2％（第1部） 15.0％（第2部）             |
| 第18回 | 2017年1月2日（月曜日） | 18:30 - 23:30   | 第1部…18:30 - 19:00 第2部…19:00 - 23:30                     | 12.8％（第1部） 15.3％（第2部）             |
| 第19回 | 2018年1月2日（火曜日） | 18:30 - 23:30   | 第1部…18:30 - 19:00 第2部…19:00 - 23:30                     | 10.5％（第1部） 13.6％（第2部）             |
| 第20回 | 2019年1月2日（水曜日） | 18:30 - 23:30   | 第1部…18:30 - 19:00 第2部…19:00 - 23:30                     | 11.0％（第1部） 11.6％（第2部）             |
| 第21回 | 2020年1月2日（木曜日） | 18:30 - 23:30   | 第1部…18:30 - 19:00 第2部…19:00 - 23:30                     | 8.6％（第1部） 12.7％（第2部）              |
| 第22回 | 2021年1月2日（土曜日） | 18:30 - 23:30   | 第1部…18:30 - 19:00 第2部…19:00 - 23:30                     | 10.8％（第1部） 12.8％（第2部）             |
| 第23回 | 2022年1月2日（日曜日） | 18:30 - 23:30   | 第1部…18:30 - 19:00 第2部…19:00 - 23:30                     | 7.4％（第1部） 9.6％（第2部）               |
| 第24回 | 2023年1月2日（月曜日） | 18:00 - 23:00   | 第1部…18:00 - 19:00 第2部…19:00 - 23:00                     | 10.7％（第1部） 12.1％（第2部）             |
| 第25回 | 2024年1月2日（火曜日） | 17:00 - 23:00   | 第1部…17:00 - 18:00 第2部…18:00 - 19:00 第3部…19:00 - 23:00 | 7.9%（第1部） 9.3%（第2部） 11.5%（第3部）  |
| 第26回 | 2025年1月2日（木曜日） | 17:00 - 23:00   | 第1部…17:00 - 18:00 第2部…18:00 - 19:00 第3部…19:00 - 23:00 | 9.3%（第1部） 11.7%（第2部） 13.4%（第3部） |

### 夏・秋版
| 回数  | 放送日                   | 放送時間（JST） | 備考 | 視聴率 |
| ----- | ------------------------ | --------------- | --- | ------ |
| 第1回 | 2012年7月1日（日曜日）   | 21:00 - 23:49   | | 18.5％ |
| 第2回 | 2013年6月30日（日曜日）  | 21:00 - 23:54   | 『日曜エンターテインメント』枠で放送。 20:58 - 21:00に『このあと夢対決!とんねるずのスポーツ王は俺だ!』も別途放送。 | 15.9％ |
| 第3回 | 2014年8月3日（日曜日）   | 21:00 - 23:49   | 大型特別番組『1日丸ごと夏祭りデー』内の一本として、『日曜エンターテインメント』枠で放送。 20:58 - 21:00に『このあととんねるずのスポーツ王は俺だ!』も別途放送。                                                                                 | 11.8％ |
| 第4回 | 2015年7月5日（日曜日）   | 21:00 - 23:49   | 『日曜エンターテインメント』枠で放送。 20:58 - 21:00に『このあと とんねるずのスポーツ王は俺だ!!2015夏の決戦スペシャル』も別途放送。 | 12.4％ |
| 第5回 | 2016年6月26日（日曜日）  | 20:58 - 23:34   | 『日曜エンターテインメント』枠で放送。 | 11.2％ |
| 第6回 | 2017年7月17日（月曜日）  | 19:00 - 21:48   | | 11.6％ |
| 第7回 | 2018年9月2日（日曜日）   | 21:00 - 23:24   | 『日曜プライム』枠で放送。 | 12.6％ |
| 第8回 | 2019年11月10日（日曜日） | 21:00 - 23:20   | 『日曜プライム』枠で放送。 当初は、2019年10月12日（土曜日）の21:00 - 23:24に放送予定だったが『緊急報道特番 台風19号が首都圏直撃』（実質的には『サタデーステーション』をレギュラー復帰した上での拡大SP）に差し替えたため休止となった。4分短縮。 | 10.1％ |

### 特別編
| 放送日                   | 放送時間（JST） | 備考 | 視聴率                         |
| ------------------------ | --------------- | --- | ------------------------------ |
| 2020年5月3日（日曜日）   | 18:30 - 22:50   | 2020年1月に放送されたものの中からゴルフ・野球・サッカーを再放送。 番組内ではとんねるずが渋野日向子、石川遼、山川穂高、松島幸太朗とリモートで取材 を行い、新型コロナウイルス感染症に伴う近況報告を放送した。                                     | 8.4% (18:30 - ) 9.2%(19:00 - ) |
| 2024年12月16日（月曜日） | 18:30 - 21:54   | 放送開始25周年を記念して「現役選手&スポーツ関係者300人が選ぶスーパースターだらけの伝説名勝負ベスト25」と題し、過去の名対決等を放送。 スタジオゲストとして角田夏実、内川聖一、上田桃子、伊集院光、澤部佑（ハライチ）が出演。進行役はヒロド歩美。 | 6.1% (18:30 - ) 8.0%(19:00 - ) |

## 主なスポーツ対決
とんねるずは全競技で2人とも出演するわけではなく、コンビ揃って出演するのは「ゴルフ」「テニス」「卓球」などで、基本的に「リアル野球BAN」は石橋、「サッカー」「競泳（2022正月）」は木梨がそれぞれピンで出演する。

### リアル野球BAN
野球場で野球盤を再現した野球ゲームを行なう。石橋が毎回出演し、2001年のシドニー五輪代表との野球BANではチームとんねるず（石橋・木梨・落合博満・定岡正二）として対戦（野球未経験者の木梨が参加したのはこの年のみ）。2005年からはチーム石橋の選手としてTIMのゴルゴ松本も毎回参加（かつては相方のレッド吉田も参加していたが後述する理由により2013年正月を最後に降板）。さらに2007年と2008年にはうたばん（現在は終了）で共演していたSMAP（当時）中居正広が、2009年には野久保直樹が助っ人として参加。また、2009年以降は石橋の出身校である帝京高校の後輩が助っ人として出演している。

#### ルール
ルールは野球盤と同じで、ピッチングマシン（マシンの横にモニターを設置し、投手と実際に対戦しているように見える）から投げ込まれる球を打ち、打球が文字の書かれた場所で止まるかフェンスに当たればその指示に従う。投手側はピッチングマシーンを操作するだけ、打者側は投げられた球を打つだけで走塁の必要はない（塁上の走者は人形に置き換えられる）ので、実際は野球盤というよりはバッティングセンターのルールに近いと言える。また、投球時に安全のため捕手（両チームの選手以外の人物が務める）にはマイクで球種を知らせるようになっている。ちなみに使用されるピッチングマシンは、第1回から全て大阪府池田市のキンキクレスコ社製のもの（2013年正月回は西野製作所からPitch18を提供され使用）。ピッチングマシンのモニターの投手フォームはプロはクイック、アマはリアルになっている。
ベース付近の金網・ピッチングマシンのモニター・フェンスの「FINE PLAY!!」エリア（2016年まではレフト・ライトに1つずつあったが2017年からはセンターに2つ追加された。なお、センターの2つについては石橋が陽岱鋼と命名した）に当たったり、フェアゾーンの何もないところで止まればアウト(実際の野球盤では単打となる)。2012年夏からは「ダブルプレー」のエリアも登場し、ここに当たると先頭走者と打者がアウトになる（走者がいない場合は打者のみアウト）。当然フェンスを越えればホームランである。よって、一見良い当たりがアウトやダブルプレーになったり、ボテボテの当たりがヒットになってしまうこともある。また当たりの良し悪しに関係ないので、通常の試合で行われる「1BHで2塁走者が本塁に還って得点する（つまり単打で走者が2ベース以上進む）」ことはできず、当然盗塁やけん制球、犠打・犠飛もない。逆に前述のホームラン・エンタイトル2ベース・ファウル・四球・敬遠(マシンの横から選手が直接キャッチャーにボール球を投げ、敬遠の旨を告げる) は通常の野球ルール通りであり、実際に2012年正月に河田が押し出しを選び得点したこともある。打球がピッチングマシーンの横にいるスタッフに当たった場合は打ち直しとなる。また、イニング関係なく点差が10点以上開いた場合コールドゲームとなる。2019年正月に初めてアナウンスされ、実際に適用された。また、2003年では、3回表の時点で14-0とバリー・ボンズが大差でリードしていた為、4回からはボンズが1アウトでチェンジ、石橋は通常通り3アウトでチェンジというルールで行われた。
なお、プロとアマの差を縮めるため石橋チームはプロに対して速いスピードと3種類球種を多く選択できる（石橋チームの森本も同様であったが、2011年の千葉ロッテマリーンズ戦ではアマと同じ3球種となっていた。2016年夏は山﨑はアマ仕様、松中は昨年まで現役だったためプロ仕様だった。）。また、ストレートの場合にスピードだけでなく口頭で「高め・低め（のストレート）」「インコース・アウトコース（のストレート）」を指定することも可能。しかし石橋チームの攻撃時、ゲストチームは制限された球種しか使ってはならないにもかかわらずルールを無視してプロ仕様の球種を選択したことが度々ある。逆に2011年までは石橋チームが当時プロしか使用できないはず（アマ仕様）の遅いストレートを使用してくることもあったため、2012年正月からはチェンジアップに代わり遅いストレートの使用が正式に認められた。2019年正月では、コールドゲームを喫した後の再試合から、プロ用の最高速度よりも速い155kmの反則ストレートを用意していた。2020年正月では、キンキクレスコ協力の元新たに外角ギリギリまで曲がる強烈なカーブボールを開発。左右の打者どちらにも対応できるよう2種類用意され、それぞれ「びっくりシンカー」「ごっついスライダー」と命名された。
金属バットの使用は基本的にアマのみ認められているが、プロが負けている場合はチーム石橋の挑発により金属の使用が認められる場合があり、石橋側の助っ人であるプロは木製を使用しているが、2015年正月の田中、2018年正月の前田は投手であることを考慮されて金属を使用している（前田は侍オールスターズでの出場だった2019年正月も最初から金属を使えるルールだった）。例外のパターンとしてプロチームが無断で使用する事もある（2012年や2013年正月や2023年正月）ほか、逆に石橋が松坂大輔の挑発に乗り木製バットを使用したこともあるが、結果は2006年は投ゴロ、2010年と2021年は三ゴロといずれも凡退。
2007年以降は最も活躍した選手にはMVP賞として、日産自動車の車が贈られる（2012年夏を除く）。
使用できる球種
なお、2014年正月のみ全球種が10Kずつ速度が上がっている。
| プロが使用する場合            | アマが使用する場合                                                          |
| ----------------------------- | --------------------------------------------------------------------------- |
| 速いストレート（110Km→120Km） | ストレート（130Km）※2011年まで 速いストレート（130Km→140Km）※2012年より     |
| 遅いストレート（90Km→100Km）  | チェンジアップ（100Km）※2011年まで 遅いストレート（100Km→110Km）※2012年より |
| カーブ（90Km→100Km）          |                                                                             |
| -                             | スライダー（110Km→120Km）                                                   |
| -                             | フォーク（110Km→120Km）※2014年正月まで スプリット（120Km）※2014年夏より     |
|                               | びっくりシンカー（120Km）※2020年正月 ごっついスライダー（120Km）※2020年正月 |

試合は基本的に先攻がゲストプロ野球選手、後攻がチーム石橋と決まっており、チーム石橋が勝利した場合はそのゲストが使用していた野球用具（サイン入り）を視聴者にプレゼントすることになっている（夏開催は除く）。例外としてアメリカで行われた2016年夏はチームヤンキースがホーム扱いとなり、チーム帝京が先攻であった。

#### チーム石橋のユニフォーム及び選手の変遷
- コーナーの初期：クリーム色のユニフォームに右胸に名前が書いてあるもの。
- 2011年正月：前年WBC日本代表チームに勝利したことを受けチーム名を「石橋JAPAN」に変更。ユニフォームは2009年WBCモデルを採用しているが帽子は独自のデザインである[22]。また左胸に「暫定」の文字が入っている。
- 2012年正月：2009年から参加していた森本稀哲が2011年シーズン打率2割未満だった事や、自打球による骨折を理由に、チーム石橋からの戦力外通告という形で登場せず、代わりに河田雄祐（当時西武1軍外野守備・走塁コーチ）が参加。ユニフォーム自体に変更はないが左胸の「暫定」の文字が着脱可能になった。敗戦したことにより一度ユニフォームを返還する。
- 2012年夏：正月にユニフォームを返還したが、プロが金属バットを使う（後述）など反則があったため、WBBA[23]に提訴して認められたという設定で「石橋JAPAN」のユニフォームを着用した（ただし正月まであった左胸の「暫定」の文字が消えた）。しかしゴルゴは近年の成績不振により石橋の判断で「石橋JAPAN」のユニフォームではなくコーナー初期のユニフォームに戻り、番組降板がかかったトライアウトという形になった。正月に参加した河田がプロ野球のシーズン中のため参加できないため吉岡雄二（当時愛媛マンダリンパイレーツ打撃コーチ）が参加。結果は敗戦し、ユニフォームを「番長JAPAN」に譲ることとなり、ゴルゴも良い結果を残せなかったため番組降板が決定した。
- 2013年正月：昨年夏の試合は「練習試合」だったということが発表され、今回も「石橋JAPAN」のユニフォームを着用。また、ゴルゴは正月のトライアウトで成果が残せず番組降板の予定であったが、河田が西武の秋季キャンプ中だったため呼べず降板が撤回、育成選手として再びトライアウトをするという形で参加した（ユニフォームは昨年夏同様コーナー初期のユニフォーム）。また相手の「侍ジャパン」チームは2013年WBCのビジター用ユニフォームを着用したが、オープニングで糸井嘉男が間違えてホーム用の帽子をかぶって登場するというハプニングも発生した。
- 2013年夏：正月好成績を上げたゴルゴが正選手として「石橋JAPAN」のユニフォームに復帰した一方で、正月11打数3安打と低迷したレッドは戦力外通告を受けゴルゴにはあったトライアウトの救済措置がなく降板。その代役として、石橋のリトルリーグ時代の同級生で、板橋区立成増ヶ丘小学校[24]・帝京高校に2年間在学という設定の藤増（フランク・トーマス、元シカゴ・ホワイトソックス）が参加した。なおトーマスは石橋JAPANのユニフォームではなくホワイトソックスモデルのユニフォームに右胸に藤増と縦に入ったユニフォームを着用。
- 2014年正月：初めて「チーム帝京」として帝京高校をモチーフにしたユニフォーム[25] を着用して戦った。「帝京高校の秘密兵器といわれ秘密のまま終わった男」石橋の高校時代の夢である「西の強豪校を倒す」をかなえるため、球界最強の大阪桐蔭OB（中村剛也・西岡剛・中田翔・浅村栄斗）と対戦。帝京高校のOBである吉岡に加え、森本が2011年正月以来の参加、埼玉県立熊谷商業高等学校出身のゴルゴは父親の仕事の都合で編入してきた「転校生」という設定で参加した。対戦相手の大阪桐蔭OBのユニフォームも大阪桐蔭のモチーフである[26]。
- 2014年夏：正月に続き「チーム帝京」して戦う。正月に大阪桐蔭OBチームに勝利した「チーム帝京」に対し、全国および世界の高校野球の名門校出身者が「甲子園名門レジェンド」を結成。森本はプロ野球のシーズン中のため、2013年夏に引き続きトーマス（藤増）が参加した[27] またトーマスは今回「チーム帝京」のユニフォームを着用した。「甲子園名門レジェンド」は参加した金本知憲（広陵高校）・山﨑武司（愛工大名電高校）・立浪和義（PL学園高校）は出身校のユニフォームをモチーフしたユニフォームを着用[28]、ベネズエラ出身のアレックス・ラミレスは胸に出身校のサンアントニオデパウラ高の文字が入ったユニフォームを着用した。
- 2015年正月：1年ぶりに「石橋JAPAN」として戦う。ユニフォームがリニューアルされて、帽子を含めて2013年WBCモデルに変更された。吉岡・ゴルゴは続投し、杉谷拳士が初参加。また、ブライアン・キャッシュマンGMに頼み1ゲームで30億円の契約という設定で田中将大（ニューヨーク・ヤンキース）が参加。石橋とあわせ5人で臨んだ。
- 2015年夏：「チーム帝京」として戦う。この回は国民栄誉賞受賞者でもある松井秀喜を対戦相手に迎えた特別版であり、通常回とは異なり番組冒頭で放送された（通常冒頭で放送されるゴルフが最終競技となった）。舞台も松井が日本プロ野球最後の試合（2002年プロ野球日本シリーズ）であった想い出の地である西武ドームを使用。松井は、歴代読売ジャイアンツ4番打者（アレックス・ラミレス・広澤克実）を集めた「チームゴジラ」として参加。一方の「チーム帝京」は、石橋・ゴルゴ、吉岡に加え1996年の本塁打王に松井と1本差で輝いた（が、前回は「居酒屋の親父」と呼ばれ苦戦した）山﨑[29] の4人で構成された。前年まで参加していたトーマス（藤増）は不参加。また、この試合では吉岡が4番に座り石橋が3番で出場しており、リアル野球BANでチーム石橋が4人以上出場して石橋が4番で出場しなかったのはこの試合のみである。
- 2016年正月：「石橋JAPAN」として戦う。石橋、吉岡、ゴルゴ、杉谷の4人で構成された。
- 2016年夏：「チーム帝京」として戦う。前年対戦した松井秀喜が広澤（本当はデレク・ジーターを連れてくる予定であったが予算の都合で広澤になった設定）・ホルヘ・ポサダと共に「チームヤンキース」を結成し、「チーム帝京」をリッチモンド・カウンティ・バンク・ボールパークに迎えて、日米それぞれのピンストライプユニフォーム対決となった。「チーム帝京」は石橋と昨年夏に参加した山﨑に加え新たに松中信彦[30]を迎えた（八代第一高校出身の松中、前回の夏では愛工大名電高校のモチーフユニフォームを着用した山﨑も今回は「チーム帝京」のユニフォームを着用した。）。また広澤は「チームヤンキース」であるがメジャーリーグ関係者からの許可が下りなかったためヤンキースのユニフォームが着れず、ストライプユニフォームに手書きのヤンキースのマークで参加した。なお例年参加している吉岡は2014年から監督に就任した富山サンダーバーズがBCリーグのシーズン中であるため、ゴルゴは収録日に『BSイレブン競馬中継・JRA競馬中継』（BS11・首都圏トライアングル）の生放送があったため参加できなかった。これにより、松井秀喜は当企画で2連敗となった。しかし松井はあくまで「0勝2敗」であるとして、ワールドシリーズ同様に4勝したほうが勝ちという認識であることを明かし、来年夏以降も勝負は続くことになった。
- 2017年正月：「石橋JAPAN」として戦う。正月では初めて最終競技ではなく、途中で放送された（リアル野球BANの後にサッカーと伊調馨と木梨の特別企画）。石橋、吉岡、ゴルゴ、杉谷の4人で構成された。相手の「侍ジャパン」は坂本勇人・山田哲人・中田翔の3人が2016年11月の侍ジャパン強化試合で着用した2017年WBCで着用するユニフォームだが、前田健太は強化試合に出場していないため、以前前田が出場したプレミア12の時のユニフォームを着用した。
- 2017年夏：「チーム帝京」として、石橋対松井のシリーズ第3戦を戦う。前年夏はそれぞれの都合で参加できなかったゴルゴと吉岡が「チーム帝京」に復帰。更にかつての藤増に次ぐ石橋の後輩で、帝京高校では吉岡の1コ下の後輩であり、中学も吉岡と同じ足立区立第十四中学校出身[31] という設定の真膝[32]（マニー・ラミレス、元ボストン・レッドソックスで2004年のワールドシリーズMVP、放送当時は高知ファイティングドッグス所属）が参加した。また、妻であるジュリアナ・ラミレスとその子供たちも応援で来ていたが、妻のジュリアナにも足立区立第十五中学校（放送当時は統合により、足立区立千寿青葉中学校）出身という設定がつけられた。この回はゴルゴが3つのダブルプレーを記録するなどチーム帝京が全体的に低調だったため、結果は松井（チームゴジラ）が初勝利を挙げ、通算成績を松井の1勝2敗とした。また、これまで4戦4勝だったチーム帝京にとって初黒星となった。
- 2018年正月：「石橋JAPAN」として戦う。この年も最終競技ではなく、途中で放送した（リアル野球BANの後にゴルフ、サッカーが放送された）。石橋、吉岡、ゴルゴ、前田の4人で構成された。前田のみ石橋ジャパンのユニフォームではなくロサンゼルス・ドジャースのワールドシリーズで着用したユニフォームでプレー。
- 2018年夏：リアル野球BAN夏の甲子園100回記念大会として石橋対松井のシリーズ第4戦を戦う。チーム石橋は石橋（帝京高校）、ゴルゴ（熊谷商業高校）に加え山﨑武司（愛工大名電高校）、里崎智也（鳴門工業高校）の夏の甲子園未出場の選手で構成[33]、チーム松井は5打席連続敬遠の松井（星稜高校）をはじめ、春夏連覇を果たした立浪和義（PL学園高校）、夏の甲子園本塁打数歴代2位タイの記録を持つ元木大介（上宮高校）、元祖甲子園のアイドル定岡正二（鹿児島実業高校）の夏の甲子園のエリート選手で構成。各選手がそれぞれの出身高校のユニフォームを着用[34]。なお吉岡は2018年より北海道日本ハムファイターズの2軍打撃コーチに就任しておりイースタン・リーグのシーズン中であるため不参加。また定岡は2001年にチーム石橋の助っ人として参戦したとき以来約16年半ぶりの出演となり、リアル野球BAN史上最年長出場選手（当時61歳）となった。結果はチーム石橋が勝利して、通算成績を石橋の3勝1敗として王手をかけた。
- 2019年正月：「石橋JAPAN」として戦う。この年も最終競技ではなく、途中で放送した（リアル野球BANの後にゴルフ、サッカーが放送された）。石橋、吉岡、ゴルゴ、杉谷（2年ぶりの登場）の4人で構成された。
- 2019年秋：リアル野球BAN夏の甲子園101回大会として石橋対松井のシリーズ第5戦を戦う。チーム石橋は石橋（帝京高校）、ゴルゴ（熊谷商業高校）に加え山﨑武司（愛工大名電高校）、森本稀哲（帝京高校）で構成[35]、チーム松井は松井（星稜高校）をはじめ、立浪和義（PL学園高校）、谷繁元信（江の川高校）、定岡正二（鹿児島実業高校）、さらにBCリーグ・栃木ゴールデンブレーブス所属の西岡剛（大阪桐蔭高校）で構成[36]。各選手がそれぞれの出身高校のユニフォームを着用[37]。また、定岡は2年連続の出演となり、リアル野球BAN史上最年長出場選手記録（当時62歳）を更新した。結果はチーム松井が勝利して、通算成績を松井の2勝3敗とした。
- 2020年正月：2017年夏以来2年半ぶりに「チーム帝京」として戦う[38]。石橋、吉岡、ゴルゴ、杉谷の4人に加え、阪神タイガースから原口文仁、横浜DeNAベイスターズから山﨑康晃（配球アドバイスのみの参戦）が参戦した。なお、この回より打席ではヘルメット着用となった[39][40]。
- 2021年正月：石橋、吉岡、ゴルゴ、杉谷、原口の5人が参戦。中田翔が「シーズン中はゴミみたいな扱い」と当時のチームメイトだった杉谷を挑発。すると杉谷が「鬼滅の刃」の「全集中、〇〇の呼吸」にちなんで、「全集中、ゴミの呼吸」と反撃したことで大爆笑を誘い、Twitterでもトレンド入りするほどネット上でも大きな話題を集めた。
- 2022年正月：3年ぶりに「石橋JAPAN」として戦う。この年、日本ハムの監督（ビッグボス）に就任した新庄剛志が杉谷に対し「バラエティ番組に出るな」と出演禁止要請が出されたため、2018年正月以来、4年ぶりに杉谷が不出演。石橋は還暦を記念して野球キューバ代表を模した赤いユニフォームを着用し、60歳にちなんで背番号は60となった。他には吉岡、ゴルゴ、原口の3人、配球アドバイザーとして山崎が参戦した。相手であるチーム侍ジャパンは、千賀、村上、栗原陵矢、杉本裕太郎の4人が参戦し、野球日本代表のマスコットキャラクターであるたまべヱが応援ゲストとして参加した。その中回で杉本が3つのダブルプレーを出し、ゴルゴに続いて2人目の記録をつくった。村上は前年でセ・リーグのMVPに輝いたことから、ミズノにバットの特注を依頼し、「今年もMVPや！」「打倒石橋」と書かれた特別なバットを使用。原口は物足りないという理由で侍ジャパンと同じ5球種で挑んで6安打を放ち、MVPを獲得した。
- 2023年正月：杉谷が2年ぶりに参戦。他に石橋、吉岡、ゴルゴ、原口の4人、配球アドバイザーとして山崎が参戦した。相手である侍オールスターズは村上、杉本、山川、牧秀悟、松本剛の5人が参戦し、山川、吉岡が本塁打を放った[41]。杉谷はファイターズガールを呼んできつねダンスを披露したが、侍オールスターズは仁王立ちでスルーした。村上は前年で流行語大賞とセ・リーグのMVPに輝いたことから、引き続きミズノにバットの特注を依頼し、「村神様」と書かれた特別なバットを振り、これが「様」の箇所に当たった。実際に使用されたバットがミズノのギャラリーで展示された。
- 2024年正月：ゴルゴ、吉岡、原口、杉谷が参戦。対戦相手のチーム侍には鈴木誠也、近藤健介、甲斐拓也、松本剛が参戦。
- 2025年正月：ゴルゴ、吉岡、原口、杉谷が参戦。対戦相手のチーム侍には鈴木、小園海斗、桑原将志、佐藤都志也、佐野恵太が参戦したが、桑原のみスケジュールの都合上途中参加となった。

#### 各年の試合結果と参加選手
| 放送年           | 球場                                           | 助っ人                                                              | 対戦相手                                                                    | 結果                | 勝者                   | MVP    |
| ---------------- | ---------------------------------------------- | ------------------------------------------------------------------- | --------------------------------------------------------------------------- | ------------------- | ---------------------- | ------ |
| 2000年           | 西武ドーム                                     |                                                                     | 松坂大輔                                                                    | 0-2                 | 松坂                   |        |
| 2001年 （2試合） |                                                | 木梨・落合博満・定岡正二                                            | シドニーオリンピック野球日本代表 （松中信彦・田中幸雄・中村紀洋）           |                     | 日本代表               |        |
| 2001年 （2試合） |                                                |                                                                     | 高橋由伸                                                                    |                     | 高橋                   |        |
| 2002年           | 東京ドーム                                     |                                                                     | 新庄剛志                                                                    | 1x-0 （延長7回）    | 石橋                   |        |
| 2003年           | ロス・アルトス・ハイスクール（アメリカ）       |                                                                     | バリー・ボンズ                                                              | 3-15                | ボンズ                 |        |
| 2004年           | 西武ドーム                                     |                                                                     | 松井稼頭央                                                                  | 1-4                 | 松井                   |        |
| 2005年           | 神宮球場                                       | ゴルゴ松本・レッド吉田                                              | 中村紀洋                                                                    | 10x-9 （延長6回）   | チーム石橋             |        |
| 2006年           | 東京ドーム                                     | ゴルゴ松本・レッド吉田                                              | ドリームチーム （井口資仁・松坂大輔）                                       | 3-7                 | ドリームチーム         |        |
| 2007年           | 東京ドーム                                     | 中居正広・ゴルゴ松本・レッド吉田                                    | チームパラダイス （新庄剛志・森本稀哲・川﨑宗則）                           | 7-9                 | チームパラダイス       | 新庄   |
| 2008年           | 東京ドーム                                     | 中居正広・ゴルゴ松本・レッド吉田                                    | チーム松坂 （松坂大輔・田口壮・西岡剛）                                     | 3-3                 | ドロー                 | 石橋   |
| 2009年           | 東京ドーム                                     | 森本稀哲・ゴルゴ松本・レッド吉田・野久保直樹                        | MLBオールスターズ （松坂大輔・岩村明憲・井口資仁・福留孝介）                | 8-9                 | MLBオールスターズ      | 井口   |
| 2010年           | 東京ドーム                                     | 森本稀哲・ゴルゴ松本・レッド吉田                                    | WBC 日本チーム （松坂大輔・稲葉篤紀・亀井義行・内川聖一・中島裕之）         | 15-13 （延長6回）   | チーム石橋             | 森本   |
| 2011年           | 東京ドーム                                     | 森本稀哲・ゴルゴ松本・レッド吉田                                    | 千葉ロッテマリーンズ （井口資仁・西岡剛・里崎智也・今江敏晃・清田育宏）     | 11-10 （延長7回）   | 石橋JAPAN              | レッド |
| 2012年 正月      | 東京ドーム                                     | 河田雄祐・ゴルゴ松本・レッド吉田                                    | ドリームオールスターズ （中島裕之・長野久義・中村剛也・福留孝介）           | 12-13               | ドリームオールスターズ | 中島   |
| 2012年 夏        | 西武ドーム                                     | 吉岡雄二・ゴルゴ松本（トライアウト候補生）・レッド吉田              | 番長JAPAN （清原和博・元木大介・広澤克実・濱中治）                          | 2-4 0-1             | 番長JAPAN              | -      |
| 2013年 正月      | 札幌ドーム                                     | 吉岡雄二・ゴルゴ松本（育成選手）・レッド吉田                        | WBC日本チーム（侍ジャパン） （稲葉篤紀・長野久義・坂本勇人・糸井嘉男）      | 4-6 （延長9回）     | 侍ジャパン             | 稲葉   |
| 2013年 夏        | 東京ドーム                                     | 吉岡雄二・ゴルゴ松本・藤増（フランク・トーマス）                    | 番長JAPAN （清原和博・元木大介・広澤克実・立浪和義）                        | 6x-5 （延長6回）    | 石橋JAPAN              | 吉岡   |
| 2014年 正月      | 札幌ドーム                                     | チーム帝京 （森本稀哲・吉岡雄二・ゴルゴ松本）                       | 大阪桐蔭 （西岡剛、浅村栄斗、中村剛也、中田翔）                             | 6x-4 （延長7回）    | チーム帝京             | 石橋   |
| 2014年 夏        | 東京ドーム                                     | チーム帝京 （藤増（フランク・トーマス）・吉岡雄二・ゴルゴ松本）     | 甲子園名門レジェンド （金本知憲、アレックス・ラミレス、山﨑武司、立浪和義） | 3x-2 （延長8回）    | チーム帝京             | 藤増   |
| 2015年 正月      | 東京ドーム                                     | 吉岡雄二・ゴルゴ松本・杉谷拳士・田中将大                            | 侍ジャパン （内川聖一、前田健太、糸井嘉男、中田翔）                         | 8-7 （延長8回）     | 石橋JAPAN              | 田中   |
| 2015年 夏        | 西武プリンスドーム                             | チーム帝京 （吉岡雄二・ゴルゴ松本・山﨑武司）                       | チームゴジラ （松井秀喜、広澤克実、アレックス・ラミレス）                   | 5-4 （延長7回）     | チーム帝京             | 吉岡   |
| 2016年 正月      | 東京ドーム                                     | 吉岡雄二・ゴルゴ松本・杉谷拳士                                      | 侍ジャパン （秋山翔吾、松田宣浩、山田哲人、中田翔）                         | 11-13 （延長7回）   | 侍ジャパン             | 中田   |
| 2016年 夏        | リッチモンド・カウンティ・バンク・ボールパーク | チーム帝京 （山﨑武司、松中信彦）                                   | チームヤンキース （松井秀喜、広澤克実、ホルヘ・ポサダ）                     | 8-6 （延長7回）     | チーム帝京             | 山﨑   |
| 2017年 正月      | 東京ドーム                                     | 吉岡雄二・ゴルゴ松本・杉谷拳士                                      | 侍ジャパン （前田健太、坂本勇人、山田哲人、中田翔）                         | 11x－10 （延長6回） | 石橋JAPAN              | 石橋   |
| 2017年 夏        | メットライフドーム                             | チーム帝京 （吉岡雄二・ゴルゴ松本・真膝（マニー・ラミレス））       | チームゴジラ （松井秀喜、広澤克実、元木大介、稲葉篤紀）                     | 7-8 （延長6回）     | チームゴジラ           | 広澤   |
| 2018年 正月      | 福岡ヤフオク!ドーム                            | 吉岡雄二・ゴルゴ松本・前田健太                                      | 福岡ソフトバンクホークス （柳田悠岐、内川聖一、松田宣浩、今宮健太、中村晃） | 7－8 （延長8回）    | ソフトバンク           | 中村   |
| 2018年 夏        | 京セラドーム大阪                               | チーム石橋 （ゴルゴ松本、山﨑武司、里崎智也）                       | チーム松井 （松井秀喜、元木大介、立浪和義、定岡正二）                       | 10-3 （延長7回）    | チーム石橋             | 里崎   |
| 2019年 正月      | 東京ドーム                                     | 吉岡雄二・ゴルゴ松本・杉谷拳士                                      | 侍オールスターズ （柳田悠岐、山田哲人、山川穂高、甲斐拓也、前田健太）       | 6－4 （再試合3回）  | 石橋JAPAN              | 杉谷   |
| 2019年 秋        | ナゴヤドーム                                   | チーム石橋 （ゴルゴ松本、森本稀哲、山﨑武司）                       | チーム松井 （松井秀喜、西岡剛、立浪和義、谷繁元信、定岡正二）               | 1-2 （延長7回）     | チーム松井             | 立浪   |
| 2020年 正月      | 東京ドーム                                     | チーム帝京 （吉岡雄二、ゴルゴ松本、杉谷拳士、原口文仁、山﨑康晃）   | 侍オールスター （山田哲人、鈴木誠也、森友哉、山川穂高）                     | 7-6 （延長6回）     | チーム帝京             | ゴルゴ |
| 2021年 正月      | 東京ドーム                                     | チーム帝京 （吉岡雄二、ゴルゴ松本、杉谷拳士、原口文仁）             | 侍オールスター （柳田悠岐、前田健太、鈴木誠也、中田翔、吉田正尚、村上宗隆） | 6-7 （延長5回）     | 侍オールスター         | 村上   |
| 2022年 正月      | メットライフドーム                             | 石橋ジャパン （原口文仁、山﨑康晃、吉岡雄二、ゴルゴ松本             | 侍ジャパン （千賀滉大、栗原陵矢、村上宗隆、杉本裕太郎）                     | 7-6 （延長8回）     | 石橋ジャパン           | 原口   |
| 2023年 正月      | 東京ドーム                                     | 石橋ジャパン （杉谷拳士、原口文仁、山﨑康晃、ゴルゴ松本、吉岡雄二） | 侍オールスター （杉本裕太郎、山川穂高、松本剛、牧秀悟、村上宗隆）           | 1-3 （再試合3回）   | 侍オールスター         | 山川   |
| 2024年 正月      | 東京ドーム                                     | 石橋ジャパン （ゴルゴ松本、吉岡雄二、原口文仁、杉谷拳士）           | チーム侍 （鈴木誠也、近藤健介、甲斐拓也、松本剛）                           | 9-8 （延長8回）     | 石橋ジャパン           | 杉谷   |
| 2025年 正月      | 東京ドーム                                     | 石橋ジャパン （ゴルゴ松本、吉岡雄二、原口文仁、杉谷拳士）           | チーム侍 （鈴木誠也、小園海斗、桑原将志（途中参加）、佐藤都志也、佐野恵太） | 7-4 （延長8回）     | 石橋ジャパン           | 原口   |

#### その他
このコーナーのいわゆるお約束としては以下のものがある。
- 石橋が打席に立つ時には「ぐわらきぃーん」という擬音や「花は桜木、男は石橋」の口上など岩鬼正美（『ドカベン』）を意識した動きや、「男石橋!やってみせます!」などの前口上を発し、ホームラン予告をしてから構える。また、球場の看板を読み上げ「あそこまで飛ばす」と宣言することもある（例：2015年正月での財宝の看板、2022年のアフラックの看板[53]、2023年・2025年のニップンの看板など）。2011年は清田育宏がこれを真似していた。
- 5イニングと決められているものの、毎回負けたチームが土下座（前田健太の命名により「ジャパニーズ土下座」とも言われる）し、延長戦を行うのが恒例となっている[54]。またこの時、無視して帰ろうとすることや土下座の仕方等を指摘したり、試合に対する真剣さが足りないことを指摘することもお約束となっている。しかし、松井は土下座を回避して延長戦を成立させている[55]。最終的な試合結果は延長戦の結果が適用される。
  - 2013年正月は、延長した7イニングで決着がつかず、1イニング再延長するも両チーム無得点で、再々延長で9イニングまで行われた。
  - 2013年夏は規定の5イニングで5-5の同点で延長となったため、土下座やそれによる延長戦は行われなかった。
  - 2015年正月はプロ側が敗戦して土下座、その後7イニングでも敗戦し、2度目の土下座をして8イニングまで行われた。
  - 2016年冬はプロ側が敗戦して土下座。その後6イニングでも敗戦し、2度の土下座をして再々延長で7イニングまで行われた。
  - 2019年冬は野球盤史上初のコールドゲームで石橋側が敗戦して土下座。その後の2イニングの再試合では逆にプロ側が敗戦。土下座をして1イニングの延長戦が行われた。
  - 2022年冬は石橋側が敗戦するも、なぜかプロ側から頼まれたかのような物言いで強引に延長戦に突入した。
- ゴルゴがプロ側から「大したことない」と軽んじられる。
- 石橋は相手が強打者の場合、速い球に目を慣れさせ、遅い球で三振を討ち取るのがナレーターも表現する必殺の配球パターンを披露する。これらにより、後述するようにスラッガーとされる打者が苦戦傾向にある。
  - 2012年に登場した西武の中村剛也は、石橋のストレートによる緩急の前に1安打と振るわず、4三振を喫している。2014年正月も5打席中2三振を喫している。
  - 2013年夏、2014年夏に登場した元中日の立浪和義は、参加した回いずれも1安打に抑え込まれている。藤増も、参加した回でいずれも1安打に抑え込まれているが、2014年夏での1安打はサヨナラホームランである。
  - 2014年夏に登場した元中日などの山﨑武司は、やはり石橋のストレートによる緩急の前に1安打と振るわず、引退後の体型を指摘され「居酒屋の親父」といじられることになる。
  - 2015年正月に登場した当時広島の前田健太は、プロ入り後は基本的にピッチャーであるためか、途中まで無安打4三振に抑えられた。途中から金属バットを使い、辛うじて1安打は確保した。その後、2017年の正月に再出場したが、この時も石橋のストレートに苦戦し、2度の内野フライを記録し、打球を追った石橋ジャパンメンバーに盛大にアウトコールをされる始末となったが2015年同様金属バットでヒットを記録し、面目は保った。
  - 2016年正月に登場したソフトバンクの松田宣浩は、無安打3打席連続三振に抑えられた。4打席目にようやくタイムリーヒットを放った。
  - 2016年夏に登場した元ヤンキースのホルヘ・ポサダは、今回が3人対3人のため打席数が多いにも関わらず、速球で詰まった打球が多かったり、ダブルプレーなど運にも見放され、11打数2安打と全くいいところがなかった。
  - 2019年秋に登場した元中日の谷繁元信は、途中まで無安打5打席連続三振に抑えられたが、6打席目にようやくヒットを放った。
- プロがピンチになり、有力打者（主に強打者であるレッドや、助っ人の河田・吉岡）を敬遠して石橋との勝負を選択すると、石橋がキレる。
- 石橋が相手プロ野球選手を出身高校名で呼ぶ（西岡剛に対して大阪桐蔭、鈴木誠也に対して二松学舎など）。
- メジャーリーガー（松坂、井口など）・メジャー移籍が決まっている選手（西岡など）・元メジャーリーガー（松井など）に対し、石橋がメジャーリーガーの先輩として振る舞う。
- チャンスで石橋に打順が回ると、帝京高校の後輩やゴルゴらとともに帝京高校校歌の合唱を行う。
- 2013年正月以降、ゴルゴがチャンスや土壇場の場面で打順が回ると、バットを天狗の鼻に見立て、そのバットを突き出す「天狗打法」を披露する。と同時に、天狗の面が空に向かって飛んでいくCGが流れる。
- 毎回カーブで苦しむことが多いので石橋が「カーブには手を出すな」と毎年言っているが、当の石橋本人を含め基本的に守られていない。 
  - 2014年夏以降はこの約束が形骸化して来ていて、石橋も何も言わない事が稀にある。
  - 2017年正月ではゴルゴがカーブについて聞いたのに対し、石橋がカーブ打ちを容認することも起きた。
  - 中でもゴルゴが、第1打席初球のカーブに対し体がのけぞってしまい、プロ側からやじられるのがお約束である。ただし、その後の打席ではカーブを捉えて長打になることも多々あるなど、カーブが苦手ではない模様であり、第1打席についても石橋が「お仕事お疲れ様です」と言うなど、お約束の範疇と思われる。
  - また、ゴルゴに対し、プロ側が「カーブ行きます」と言っておきながら実際はストレートを投げ、ゴルゴにキレられるのもお約束。
- 杉谷に打順が廻る際、特注のバット[56]で打席に立つ（いずれも木製）。
- 左打席での打率が右打席に比べ悪い杉谷が、プロチームから「左（打席）で打て」と挑発され、「やってやろうじゃねえか」と挑発に乗る。
- 打撃不振に陥っているプロチームが、バットに塩をかけて打席に立つ。元々は2018年元日で石橋JAPANで参戦していた前田健太が初めて行ったものである。
- TIMや石橋が以下のようなネタを出す。
  - チーム紹介の際にTIMが二人で「祝」の人文字を作る → その直後に石橋が「ここカットで」とスタッフに言う。
  - ゴルゴが打席に入る際に「いーち、にー、さん、4」と人文字を作る。
  - レッドが出演していた頃、チャンスでレッド吉田に打順が回ると、会場に応援に来ているレッドの子供達と共に「トントントントン ワシントン!」のギャグを飛ばす。2012年夏はレッドの子供達が西武ドームに来ていなかったので行われていない。2013年夏・2014年夏は、藤増が（藤増は「炎」など、他のTIMのネタも行っている）、2014年正月は森本が、2015年正月以降は杉谷が、2017年夏は真膝がこのネタを行った。
- 2023年以降、チーム石橋のメンバーを石橋が「いつものメンバーです」と適当に紹介する。
- 2024年の選手紹介は、2023年シーズン終了をもって千葉ロッテマリーンズ場内ウグイス嬢を引退した谷保恵美によって行われた。

### ゴルフ
とんねるずとスポーツ選手や一流ゴルファーとの真剣勝負。普段のゴルフでは決して行われない独自のルールで行われる。2008年以降（2011年は不参加）古閑美保が参加しており出場15回は女性としては番組最多者である。またキャッチング対決においては、『とんねるずのみなさんのおかげでした』等で注目を集めた若手お笑い芸人が受け手に起用されることが多く、その人選にも注目が集まる。

#### 各年の内容
2000年
タイガー・ウッズと対決し、とんねるずの勝利。
2003年
ファイブエイトゴルフクラブにてチームとんねるず（石橋・木梨・元木大介・定岡正二）が丸山茂樹と4ホールマッチで対決。結果はチームとんねるずの勝利。
- 第1ラウンド：ダーツマッチ。ドライバーでダーツの中心目掛けてティーショットを打つ。当たった場所によって2打目が決定。ハンデとしてチームとんねるずは3打目以降はベストボールを選択。
- 第2ラウンド：アイマスクマッチ。丸山はすべてのショットでアイマスクを着用。チームとんねるずはベストボールでプレー。
- 第3ラウンド：キャッチング&リリースマッチ。プレーヤーがキャッチャーを配置しショット。キャッチャーはボールをダイレクトでキャッチで次のショットへ。最後は特設のグリーンでキャッチさせる。
- 最終ラウンド：ホールインワンマッチ。グリーン上には5つのカップがあり、持ち球は1人5球ずつ。
- プレーオフ：バスケットマッチ。バスケットリングにより多くの玉を入れたチームの勝ち。持ち球は1人5球ずつ。

2004年
カナリヤガーデンカントリークラブにてチーム石橋（石橋・丸山茂樹・広澤克実・山本圭壱）とチーム木梨（木梨・田中秀道・高橋由伸・石原良純）が4ホールマッチで対決。結果はチーム木梨の勝利。
- 第1ホール：ティーショットはお年玉つき射的。2打目は巨大な壁越えバンカーショット（打つ位置は、お年玉つき射的の結果で変わる）。
- 第2ホール：タイムアタック。4人が順番に1つのボールを打ち、スタートからカップインまでの時間を競う。打数は関係ない。2打目以降の人はあらかじめ前の人のボールが落ちるであろう地点に準備しボールが実際に届いた場所まで走り、打つ。前の人がミスをした場合はそこまで戻らなければならない。仮にスムーズに行っても4打で収まらなければティーショットを打った1人目が5打目を打つためグリーンまで走らなければならないので、それまで進めない。よってタイムロスとなる。
- 第3ホール：キャッチ&リリース。
- 第4ホール：球入れ合戦。制限時間3分でより多くかごの中に玉を入れたチームの勝利。

2005年
ファイブエイトゴルフクラブにてチーム石橋（石橋・丸山茂樹・松中信彦・山下真司）とチーム木梨（木梨・宮里藍・舘ひろし・石井一久）が3ホールマッチで対決、結果はチーム石橋の勝利。
- 第1ホール：スーパードラコン。巨大特設ティーからチーム全員1人1打ずつうち飛距離の合計で競う。
- 第2ホール：キャッチング。プレーヤが打球の到達点をキャッチャーに指示し、ダイレクトでキャッチさせれば次のポイントへ。第2ポイントでは浮島グリーンのキャッチャーめがけて打ち、キャッチできればホールアウト。そこまでの打数で競う。
- 第3ホール：タイムアタック。

2006年
太平洋クラブ成田コースにてチーム石橋（石橋・アニカ・ソレンスタム・武豊・中村紀洋）とチーム木梨（木梨・宮里藍・松岡修造・高津臣吾）が3ホールマッチで対決、結果はチーム木梨の勝利。
- 第1ホール：スーパーロング。1000ヤードをオールドライバーオールティUPが条件。
- 第2ホール：キャッチング。打ったボールをキャッチャーが浮島上でキャッチできればクリア。
- 第3ホール：タイムアタック。

2007年
マスターズゴルフ倶楽部にてタイガー・ウッズと3ホールマッチで対決。とんねるずにはアドバイザーとして谷原秀人が参加し、結果はとんねるずの勝利。
- 第1ホール：とんねるずは2人のボールの良いほうを選択できるベストボール方式。
- 第2ホール：ニアピン対決。ウッズは1球、とんねるずは計2球。
- 最終ホール：とんねるずチーム1回のみ谷原プロと交代可能。

2008年
千葉桜の里ゴルフクラブにてとんねるずチーム（石橋・木梨・谷原秀人）と女子プロ・オールスターズ（上田桃子・横峯さくら・古閑美保・飯島茜）が3ホールマッチで対決、結果はとんねるずチームの勝利。
- 第1ホール：ストローク対決。とんねるずは2人のボールの良いほうを選択できるベストボール方式。女子プロ・オールスターズは第1打のみワーストボール方式。
- 第2ホール：キャッチング対決。このホールから中村がとんねるずチームに助っ人として参加。
- 最終ホール：タイムアタック。

2009年
キングフィールズゴルフクラブにてとんねるずチーム（石橋・木梨・舘ひろし・谷原秀人）が女子プロオールスターズ（古閑美保・横峯さくら・上田桃子・有村智恵）の3ホールマッチで対決。結果は女子プロオールスターズが勝利し、MIP賞に舘が選ばれたが辞退したので女子プロによるパター1発勝負で古閑に送られた。なお、12月30日放送の再放送ではストローク対決が放送されなかったが、その代わりに2010年のチーム編成でのストローク対決が放送され、結果はお互いに4打で決めドローとなった。
- 第1ホール：ストローク対決。とんねるずチームは谷原を除く3人のベストボール方式。女子プロ・オールスターズはティーショットのみワーストボール方式。
- 第2ホール：キャッチング対決。
- 最終ホール：タイムアタック。

2010年
男子ゴルフ対決としてとんねるずが石川遼と、女子ゴルフ対決としてとんねるずチーム（石橋・木梨・武豊・城島健司）が女子プロオールスターズ（横峯さくら・古閑美保・諸見里しのぶ・有村智恵）と対決。男子ゴルフ対決はとんねるずが、女子ゴルフ対決は女子プロオールスターズが勝利し、MIP賞は有村に送られた。
- 男子ゴルフ
  - 第1ホール：ドラコン対決。とんねるずは石橋＆木梨2球ずつの計4球、石川は3球での合計距離を競う。
  - 第2ホール：ストローク対決（短距離）。とんねるずはベストボール方式。
  - 第3ホール：ニアピン対決。バンカーからの距離を競う所謂バンカーショット。とんねるずが石川のスタート位置を自由に決められる。
  - 第4ホール：ストローク対決（長距離）。石川は300ヤード地点にある高さ15mの木を超えなければならない。

- 女子ゴルフ
  - 第1ホール：風船的当て対決。女子プロはウッドが一本のみ、とんねるず側は何を使っても可能。
  - 第2ホール：キャッチング対決。
  - 第3ホール：タイムアタック。

2011年
石坂ゴルフ倶楽部にてにとんねるずvs石川遼vs宮里藍の三つ巴対決。結果は石川が勝利。
- 第1ホール：ストローク対決。とんねるずはベストボール方式。
- 第2ホール：風船的当て対決。とんねるずは二人の合計点で勝負。
- 第3ホール：タイムアタック。このホールのみ石川・宮里が連合チームを組み、20ヤード後方からスタート。
- 第4ホール：キャッチング対決。とんねるずは二人の合計で勝負。
- 第5ホール：ストローク対決（長距離）。このホールを制すると1000ポイント獲得。

2012年正月
石坂ゴルフ倶楽部にてとんねるずチーム（石橋・木梨・古閑美保）が石川遼・池田勇太組と対決。結果はとんねるずが勝利。
- 第1ホール：ストローク対決。共にベストボール方式。
- 第2ホール：風船的当て対決。古閑が1回だけとんねるず側の助っ人で参加可能。
- 第3ホール：タイムアタック。とんねるず側は古閑も参加する上、石川・池田組は60ヤード後方からスタート。
- 第4ホール：キャッチング対決。とんねるず側は古閑も参加して3人vs2人の勝負。
- 第5ホール：ストローク対決。石川・池田組はワーストボール方式。とんねるず側はベストボール方式＋1回だけ古閑の助っ人が頼める。

2012年夏
石坂ゴルフ倶楽部にてとんねるずチーム（石橋・木梨・古閑美保・イ・ボミ）が谷原秀人・池田勇太組と対決。結果は谷原・池田組が勝利。
- 第1ホール：ストローク対決。とんねるず側のみベストボール方式、さらに1打のみ古閑とイ・ボミのどちらかを投入できる。
- 第2ホール：壁越えバンカーショット対決。谷原・池田組は5m以内、とんねるず側は10m以内。
- 第3ホール：ダーツマッチ。ドライバーでダーツの中心目掛けてティーショットを打つ。中心に当たれば賞金100万円。
- 第4ホール：キャッチング対決。とんねるず側は古閑も参加して3人vs2人の勝負。

2013年正月
東急セブンハンドレッドクラブにてとんねるずチーム（石橋・木梨・古閑美保・木戸愛）が石川遼と対決。結果はドロー。
- 第1ホール：ストローク対決。とんねるず側のみベストボール方式、さらに1打のみ古閑と木戸のどちらかを投入できる。
- 第2ホール：風船的当て+ダーツマッチ。風船の的が並ぶ中心部にダーツの的が置かれ、風船・ダーツのどちらを狙っても良いルール。中心に当てれば1000点+賞金100万円。また今回はCCDカメラを破壊しても免責される。
- 第3ホール：キャッチング対決。とんねるず側は古閑・木戸も参加して4人vs2人の勝負。
- 第4ホール：ストローク対決（ロングホール）。ルールは第1ホールと同様。ただし、石川が第2打でボールを池に落としたため、結局とんねるず側は助っ人を使わずに戦った。

2013年夏
石坂ゴルフ倶楽部にてとんねるずチーム（石橋・木梨・古閑美保・芹澤信雄）が池田勇太・藤田寛之組と対決。池田・藤田組の勝利。
- 第1ホール：ストローク対決。とんねるずチームは1打のみ助っ人として古閑・芹澤のどちらかを投入できる。これに加え木梨がドラコンの助っ人として南出仁寛を用意した（結局エキシビション扱い）。さらに池田・藤田組には約150ヤードの距離ハンデが付き、クラブハウス屋上からティーショットを打つことになった。
- 第2ホール：バンカーショット高飛び対決。前年夏同様、池田・藤田組は5m以内、とんねるず側は10m以内。とんねるずチームは古閑が参加して3人vs2人での対決。
- 第3ホール：キャッチング対決。とんねるず側は助っ人込みで計6球、池田・藤田組は計4球での対決。
- 第4ホール：ストローク対決。本来パー5だが池田・藤田組はパー4とするハンデがつき、さらにとんねるずチームは古閑・芹澤を共に投入した。

2014年正月
石坂ゴルフ倶楽部にて、メジャーリーグコンビ（石橋・上原浩治、助っ人に古閑美保・上田桃子）が石川遼・谷原秀人組と対決（木梨は出演せず）。石橋チームの勝利。MIPの上原にはスズキからスペーシアが贈られた。
- 第1ホール：ストローク対決。ベストボール方式で、石川・谷原組には70ヤードの距離ハンデがつくほか、ルーレットによる追加ハンデで、2打目を石川が壁穴通しの形で打つことになった。
- 第2ホール：キャッチング対決。石橋チームは助っ人込みで計9球、石川・谷原組は計6球での対決。
- 第3ホール：ホールインワン対決。グリーンに9つのカップが切られ、石川・谷原組はうち3つのカップのみが有効だが、石橋チームは9つ全てのカップが有効となる。一人2球ずつでの勝負。

2014年夏
初の海外ロケ。アメリカ・ノースカロライナ州のデューク・ユニバーシティ・ゴルフ・クラブにて、とんねるず（石橋・木梨、助っ人に古閑美保）が松山英樹と対決。最初の2ホールはとんねるずが勝利したものの、1万ポイントゲット出来る第3ホールで勝利した松山の勝利。
- 第1ホール：ドラコン対決。松山には2打目は本邦初公開の左打ちで行うハンデキャップがつけられた。
- 第2ホール：タイムアタック。2つのホールをつなげた計768ヤードの超ロングホール。あまりにも長いことからカート乗り入れルールを採用。松山は100ヤード長い868ヤードのPar8とクラブを3本までしか使う事が出来ないハンデキャップも付いた（松山が選んだのはドライバー、4番アイアン、ピッチング）。
- 第3ホール：ストローク対決。とんねるずはベストボール方式。

2015年正月
琉球ゴルフ倶楽部にて、とんねるず（石橋・木梨、助っ人に古閑美保・香妻琴乃）が石川遼・上田桃子組と対決。石川・上田組の勝利。
- 第1ホール：ストローク対決。とんねるずはベストボール方式。石川・上田組には距離ハンデがつき、2ホール隣の崖の上からティーショットを打つ。
- 第2ホール：タイムアタック。カートを利用した移動が可能だが、カート道を外れる部分については自ら走る必要がある。
- 第3ホール：ホールインワン対決。グリーンに7つのカップが切られ、どのカップに入っても有効。とんねるずは1ターンにつき2球ずつ、石川・上田組は1球ずつで勝負するが、とんねるずは2人の助っ人をそれぞれ1回だけ投入できる。

2015年夏
グリッサンドゴルフクラブにて、とんねるず（石橋・木梨、助っ人に古閑美保）がイ・ボミ・藤田光里組（キャディーに藤田美里）と対決。とんねるずの勝利。
- 第1ホール：タイムアタック。とんねるずはカート、女子プロチームは1人が自転車での移動が認められている。
- 第2ホール：キャッチング対決。1人2球ずつ挑戦。女子プロチームは、藤田美里を1球のみ追加。

2016年正月
ハイビスカスゴルフクラブにて、チーム石橋（石橋、松山英樹、古閑美保）とチーム木梨（木梨、石川遼、イ・ボミ）の対決。対決としてはチーム木梨の勝利。ただMIPには、ターゲットショット対決を唯一成功させた松山が選ばれ、スズキからスペーシアが贈られた。ちなみに最終ホールのホールインワン対決で、収録終了後に木梨がホールインワンを達成したが、既に他の出演者は引き上げた後で誰も祝ってくれないというオチが付いた。
2017年正月
チーム石橋（石橋、松山英樹、松森彩夏）とチーム木梨（木梨、石川遼、イ・ボミ）の対決。古閑美保はご意見番として参加。チーム石橋が勝利。MIPにはホールインワン対決でホールインワンを決めた松森が選ばれ、スズキからソリオ・ハイブリッドが贈られた。
- 第1ホール：チームドラコン対決。松山・石川の男子プロは前方におかれた発泡スチロールの壁5枚を抜いて打つ。
- 第2ホール：トラブルショットストローク対決。1打目が前方に木がある状態から始まるストローク対決、1打目を男子プロが打ち、2打目以降は女子プロ→とんねるず→男子プロの順番で打つ。
- 最終ホール：ホールインワン対決。グリーン上にカップが4つあり、女子プロととんねるずは4つすべて有効、男子プロは1つだけ有効。

2017年夏
グリッサンドゴルフクラブにて、チームとんねるず（石橋、木梨、タカアンドトシ、丸山茂樹）と、古閑美保率いる美女ゴルファー軍団（上田桃子、キム・ハヌル、松森彩夏、川岸史果）の対決。結果はドロー。
- 第1ホール：キャッチング対決。1人2球ずつ挑戦。
- 第2ホール：駅伝タイムアタック。

2018年正月
チームとんねるず（石橋、木梨、丸山茂樹、古閑美保）と、チーム松山英樹（松山、畑岡奈紗、イ・ボミ）の対決。結果はチーム松山の勝利。MIPにはゴルフダーツでど真ん中に当てた松山が選らばれ、マツダからCX-8が送られた。
- 第1ホール：ゴルフダーツ。ティーショットでダーツを行う。得点換算はダーツと同じ。1人2球ずつ挑戦。
- 第2ホール：駅伝タイムアタック。
- 最終ホール：ホールインワン対決。グリーン上にカップが5つあり、松山以外はは5つすべて有効、松山は1つだけ有効。

2019年正月
チームとんねるず（石橋、木梨、古閑美保、上田桃子）と、松山英樹・石川遼の対決。結果はチーム松山の勝利。MIPには松山が選らばれ、トヨタ自動車からNOAH、エスクァイア、VOXYの3台の内1台が送られた。
- 第1ホール：風船割り。30m先の色のついた風船を割りポイントの合計を競う。1人3球ずつだが、ハンデとしてチームとんねるずは女子プロを加え9球、さらに松山・石川はドライバーのみ使用可能。
- 最終ホール：ホールインワン対決。グリーン上にカップが6つあり、男子プロは1つだけ有効。

2020年正月
チームとんねるず（石橋、木梨、古閑美保、石川遼）と、女子プロ黄金世代（渋野日向子、畑岡奈紗、原英莉花）の対決。結果は女子プロ黄金世代の勝利。MIPには空中ホールインワン対決でホールインワンを決めた畑岡が選らばれ、スバルからフォレスターが送られた。
- 第1ホール：ストローク対決。ハンデとしてチームとんねるずは古閑、石川を含めた4人で回るのに対し女子プロ黄金世代は3人で回る。
- 第2ホール：駅伝タイムアタック。ハンデとしてチームとんねるずは古閑、石川を含めた4人で回るのに対し女子プロ黄金世代は3人で回る。また、今回からアンカーが打ち終わったらこれまでは1人目に戻っていたが、その人がカップインまで打つ方式に変更となった。さらに1打目にOBを打ったらタイムが競えないため打ち直しのルールが追加された。この勝負では本来のタイムではチームとんねるずが勝っていたが、女子プロ黄金世代がバーディーをとったため石橋裁定によりタイムを10秒引いた結果女子プロ黄金世代が勝利した。
- 第3ホール：キャッチング対決。1人2球ずつ挑戦。
- 最終ホール：空中ホールインワン対決。100ヤード先の空中に浮かぶカップに入れる。

2021年
2022年
チーム石橋（石橋、原英莉花、西村優菜）とチーム木梨（木梨、渋野日向子、小祝さくら）の対決。古閑美保はご意見番として参加。結果はチーム石橋の勝利。MVPにはキャッチング対決で2回成功、駅伝タイムアタックでの激走が評価され西村が選らばれ、スバルからレガシィアウトバックが送られた。
- 第1ホール：キャッチング対決。1人4球ずつ挑戦。
- 第2ホール：チームドラコン対決。
- 第3ホール：駅伝タイムアタック。前年同様バーディーの場合10秒マイナス、池に落ちた場合10秒プラス。

2023年
2024年
岩井明愛、岩井千怜、山下美夢有、原英莉花、渋野日向子、小祝さくらの6人の女子プロゴルファーに加え、「相棒」から水谷豊、小栗旬、野球評論家の谷繁元信、里崎智也を交えた対抗戦を行った。

### サッカー
木梨がサッカー選手とさまざまなルールで対戦する。解説は主に松木安太郎が務めるが、年によっては途中から木梨チームの助っ人として加わったり、初めから木梨チームの一員としてゲームに参加する場合がある。

#### 各年の内容
2001年
木梨が中村俊輔とフリーキックで対決。
2003年
フランスに乗り込み、フィリップ・トルシエ（2002 FIFAワールドカップ日本代表監督）と対決。サッカー盤対決で1対1となりPK戦を行うも、これも1対1のドロー。PK的ヘディング対決を行い、2対3でトルシエの勝利。
2004年
ドイツに乗り込み、バイエルン・ミュンヘン所属のドイツ代表GKオリバー・カーンと対決。第1ラウンドはPK対決5本勝負で行われ、2対4でカーンの勝利。第2ラウンドはドリブルからシュートするシュートアウト対決5本勝負が行われ、1対0で木梨の勝利。最終決戦はPKサドンデス対決となり、1対2でカーンの勝利。
2005年
チーム木梨（木梨、ペナルティ、福田正博）がなでしこJAPANチーム（澤穂希、荒川恵理子、丸山桂里奈、酒井與恵）とサッカーボウリングで対戦。2ゲーム制で第1ゲームはチーム木梨が95-93で、第2ゲームはなでしこJAPANチームが94-87で勝利。チームサドンデス戦は1人1球で4人合計の点数で勝負でなでしこJAPANチームが25-20で勝利。
2006年
木梨JAPAN（木梨、ペナルティ、福田正博）がジーコJAPANチーム（大黒将志、中澤佑二、三都主アレサンドロ、遠藤保仁）とサッカーボウリングで対戦。113-110で木梨JAPANが勝利。
2007年
スコットランドに乗り込み、木梨世界選抜（木梨、ピエール・リトバルスキー、アルシンド）が、当時セルティックFCで活躍していた中村俊輔とサッカーボウリングで対戦。157-155と僅差で中村が勝利。
2008年
ドイツに乗り込み、木梨JAPAN（木梨、松井大輔、パトリック・エムボマ）が、当時フランクフルトに所属していた高原直泰、稲本潤一組とサッカーボウリングで対戦。最初の対決で111-109と僅差で高原・稲本チームが勝利し、サドンデスでは普通のボウリングで3フレーム限定の対決を行ない、こちらも24-14で高原・稲本チームが勝利。
2009年
2007年同様スコットランドで、木梨JAPAN（木梨、井原正巳、前園真聖）が中村俊輔とサッカーボウリングで対戦。最初の対決は100-92で中村が勝利したが、台の上に置かれた1本のピンを先に倒す形式のサドンデスマッチで3球目に前園が決めて木梨JAPANが勝利。なお、前園は最初の対決で3回挑戦してすべて1本しか倒さず、チームの足を引っ張った結果「ミスター1本」というあだ名をつけられた。
2010年
2年連続で、木梨JAPAN（木梨、松木安太郎、前園真聖、川平慈英）が中村俊輔とサッカーボウリングで対戦。最初の対決で中村が勝利し、前年と同じサドンデスマッチでは木梨が巨大なボウリングピンを持ち出すもののこれを外し、結局中村の2連勝となった。なお、前園は前年にミスター1本というあだ名をつけられたことから、背中に「1本」とかかれたユニフォームで登場した。
2011年
木梨JAPAN（木梨、松木安太郎、セルジオ越後、名波浩）が、サッカー日本代表チーム（遠藤保仁、松井大輔、田中マルクス闘莉王、岡崎慎司、槙野智章）とサッカーボウリングで対戦。108-100で木梨JAPANが勝利。
2012年正月
木梨率いるザックJAPAN（木梨、遠藤保仁、駒野友一、李忠成、清武弘嗣）が、なでしこJAPANチーム（澤穂希、川澄奈穂美、大野忍、近賀ゆかり、海堀あゆみ）と対戦。サッカーボウリングでは通常の対決に加えて、動く台に乗せられたボウリングのピンを2分間でどれだけ倒せるかを競う新種目「インベーダーボウリング」が登場。通算2勝1敗でザックJAPANが勝利し、MVPを獲得した駒野には副賞としてトヨタ自動車からヴェルファイアが贈られた。なお、清武はインベーダーボウリングのみの参加となった。
2012年夏
木梨JAPAN（木梨、名波浩、吉田麻也）がザックJAPAN（岡崎慎司、長谷部誠）と対戦。2005年以降行なわれていたサッカーボウリングに代わって、テレビ朝日の同系列である朝日放送制作の全国ネット番組『パネルクイズ アタック25』のパネルを模したものを使い、シュートするボールを『アタック25』の基本ルールの1つであるオセロ方式に当てて、何枚のパネルを獲得するかを競う「サッカーオセロアタック25」が行なわれた。10対15でザックジャパンの勝利。
なお、本放送時にOAされていなかったインベーダーボウリング対決は、同年12月の再放送時に放送された。
2013年正月
木梨JAPAN（木梨・名波浩・中山雅史）が、なでしこJAPAN（澤穂希、川澄奈穂美、田中陽子）とサッカーオセロアタック25で対戦。なでしこJAPANが勝利し、MVPの澤にはトヨタ自動車からカローラフィールダーの特別仕様車・「W×B」が贈られた。なお、アタックチャンスでは博多華丸が登場した。
2013年夏
ジーコJAPAN（木梨、中山雅史、ジーコ）が、ザックJAPAN（乾貴士、清武弘嗣）とサッカーオセロアタック25で対戦。ジーコJAPANが勝利し、MVPのジーコにはトヨタ自動車からヴェルファイアが贈られた。なお、この回の解説は名波が務めたが、途中で「クロスチャレンジ」に中山とのコンビで助っ人参加した。
2014年正月
チーム木梨（木梨、中山雅史、遠藤）が柿谷曜一朗、今野泰幸組とサッカーオセロアタック25で対戦。木梨はリフティングチャレンジの助っ人として徳田耕太郎を用意したが、結果は12対13で柿谷・今野組の勝利。MVPの柿谷にはトヨタ自動車からプリウスαが贈られた。
2014年夏
チーム木梨（木梨、矢部浩之、松井大輔）がジーコ、中山組とサッカーゴルフで対戦。チーム木梨は2014 FIFAワールドカップ準決勝（ミネイロンの惨劇）に見立ててドイツ代表のアウェーユニフォームを着用。1ホール目がストローク対決、2ホール目が浮島PK対決、3ホール目がホールインワン対決。浮島PKはキャッチング対決をアレンジしたもの。ホールインワン対決では、ホールインワンを達成した人に大型冷蔵庫が贈られることになっており、ジーコと木梨が達成した。しかし、ジーコの場合は冷蔵庫よりもブラジルへの冷蔵庫輸送費用が3倍もかかるため、冷蔵庫は舞台となったゴルフ場に寄贈という形がとられた。また、テレ朝のサッカー情報番組『やべっちFC〜日本サッカー応援宣言〜』のMCを長年務めている矢部は、今回が当番組初出演となった。
2015年正月
チーム木梨（木梨、中山雅史）がスペインに渡り、コロンビア代表MFハメス・ロドリゲス（レアル・マドリード）と対決。PK対決、シュートアウト、巨大サッカーボウリング（通常のサッカーボウリングではなく、巨大なボウリングピンを倒すもの）の3本勝負形式で争われ、ハメス・ロドリゲスが勝利。なお、今回は石橋が「スルジオ越前」（セルジオ越後のまね）としてサッカー対決の収録に初参加した。
2015年夏
第1ゲームは、木梨JAPAN（木梨、槙野智章、柏木陽介）が、香川真司・武藤嘉紀組と2on3対決。木梨JAPANには、助っ人として徳田耕太郎を途中で投入した。結果は木梨JAPANの勝利。第2ゲームは、木梨JAPAN（木梨、槙野、今野泰幸、前園真聖、釜本邦茂）が、ハリルJAPAN（武藤、酒井高徳、川又堅碁、宇佐美貴史）とスカイPK対決。スカイPK対決は、サッカーボールを、バスケットボールのゴールにキックで入れるゲーム。先に入れた選手には賞金100万円。結果は宇佐美がゴールを決め、100万円を獲得した。
2016年正月
横浜スタジアムにて、木梨JAPAN（木梨、中山雅史、遠藤保仁、今野泰幸、大久保嘉人、宮﨑大輔、松島幸太朗、松井稼頭央）がサッカー日本代表（松木安太郎、宇佐美貴史、槙野智章、柏木陽介、永井謙佑、岩清水梓、有吉佐織、田中美南）とキックベースボールで対決。松木は監督のため競技には参加せず、日本代表は1人少ないハンデを負う。結果は10対10の同点で、ラグビーのプレースキックをモチーフとした「五郎丸チャレンジ」に突入し、木梨JAPAN（遠藤）が成功したのに対し日本代表（槙野）が失敗して木梨JAPANの勝利。ただ3本のホームランを放つなどの活躍が考慮され、MIP賞には槙野が選ばれ60型の4Kテレビを獲得した。CM前には、キックベースボールが行われていた『夢がMORI MORI』のパロディがあり、森口博子が友情出演した。
なお直前スペシャルにおいて、エキシビションとして3対3での「五郎丸チャレンジ」が行われた。木梨JAPAN（トゥシ・ピシ、真壁伸弥、木梨）と日本代表（宇佐美、永井、岩清水）が対決したが、結果は引き分け。
2016年夏
横浜スタジアムにて、木梨JAPAN（木梨、長友佑都、吉田麻也、酒井高徳、海堀あゆみ、宮崎大輔、中田浩二）と香川JAPAN（香川真司、中山雅史、清武弘嗣、乾貴士、川島永嗣、ハーフナー・マイク、里崎智也、篠原信一）がキックベースボールで対決。香川は怪我のため監督に回る。また長友は平愛梨との交際宣言直後の収録だったため、事あるごとに「アモーレ」ネタでいじられた。試合は乱打戦となり、延長6回で17 - 16で木梨JAPANの勝利。勝利チーム全員に高級炊飯器が贈られた。
2017年正月
グアムで木梨JAPAN（木梨、中山雅史）と三浦知良のPK対決。GKは木梨JAPANには現役グアム代表の選手、三浦には横浜FCでチームメイトであった渋谷飛翔（名古屋グランパス）がついた。木梨、中山が1本ずつ外すも三浦が2本外し延長までもつれ込んだが中山が外し三浦が決め、三浦知良の勝利。
2017年夏
木梨JAPAN（木梨、中山雅史、前園真聖）と岡崎慎司・吉田麻也組の対決。地上10/15/20メートルの位置にある高所作業車のカゴから落とされたサッカーボールをダイレクトにボレーシュートするタワーボレー対決。3 - 2で木梨JAPANの勝利。
2018年正月
木梨、中山雅史と長谷部誠がPK対決。GKには元ドイツ代表のティモ・ヒルデブラントがついた。中山が外すも、長谷部が遠藤保仁のコロコロPKを真似して失敗して延長までもつれたが、木梨が止められ長谷部誠の勝利。
2018年夏
ベルギーJAPAN（木梨、中山雅史、城彰二）とロシアワールドカップ日本代表（乾貴士、酒井宏樹、大迫勇也）のPK対決。ベルギーJAPANのGKはU-21日本代表の山口瑠伊、日本代表は3人が交代でGKを務める。大迫が外し勝利に王手をかけたものの中山がPK対決において3回連続で外してしまい延長戦へ、PK対決史上最長の10回まで入り、中山のシュートを大迫が止めてロシアワールドカップ日本代表の勝利。
2019年正月
木梨、中山雅史と長谷部誠、堂安律がPK対決。1回目で木梨・長谷部が止められる波乱のスタートだったが、過去何度も外している中山がインターネットの情報に頼りPKを成功させてその後は失敗なく来たが、またしても木梨・長谷部が外している延長までもつれ、長谷部が止められ木梨JAPANの勝利。
2019年秋
木梨ジャパンの助っ人には、中山雅史、中澤佑二、成田凌が参戦。対するサッカー日本代表チームは、乾貴士、宇佐美貴史、小林祐希が参戦。ゴルフ場を舞台に、浮島キャッチング対決と浮島PK対決の2番勝負。浮島キャッチング対決では、キャッチ以外に小さなゴールを設置し、ゴールに入った時点で勝利となるルールで行われ、宇佐美がゴールを決めて日本代表チームの勝利。ゴールを決めた宇佐美は賞金100万円を獲得した。浮島PK対決では、チームの代表1人がキーパーを務めるルールとなり、それぞれ果敢に池にダイブするシーンが連発。木梨も番組史上初めてキーパーを務めた。木梨ジャパンの先攻で、結果は2-3で日本代表チームの勝利。対決終了後には両チーム全員が池にダイブした。
2020年正月
サッカーラグビー対決としてサッカーとラグビーの異種目対決として行われた。木梨ジャパンは木梨に加え中山雅史、中澤佑二、中村俊輔、遠藤保仁、成田凌のサッカーチーム。チーム松島幸太郎は松島に加え大西将太郎、浅原拓真のラグビーチーム。木梨ジャパンの勝利。
第1勝負 - 障害物リレー。木梨ジャパンはサッカーボール、チーム松島幸太郎はラグビーボールをバトンにハードル・パスゾーン・ジグザグラン・ウォールタックル・逆風ゾーンを走りタイムの早速いチームの勝利。チーム松島幸太郎の勝利。
第2勝負 - キャッチングダウン。キッカーが蹴ったボールをノーバウンドで遠くでキャッチしたチームの勝利。ボールはサッカーボール・ラグビーボールどちらでも可。チーム松島幸太郎の勝利。
第3勝負 - キックチャレンジ。ラグビーのゴールポストの中央に取り付けられた直径70センチの的に先に当てたチームの勝利。ボールはサッカーボール・ラグビーボールどちらでも可。当てた選手には100万円を贈呈。中村が当てて木梨ジャパンの勝利。中村には100万円が贈呈された。
2021年正月
2022年正月
2023年正月
2024年正月
2023年11月に行われた2026 FIFAワールドカップアジア2次予選の事前合宿期間中に服部緑地陸上競技場で収録された。この時はヨーロッパで活躍するサッカー日本代表経験者を中心とした日本人選手、伊東純也（スタッド・ランス）、遠藤航（リバプール）、谷口彰悟（アルラーヤン）、古橋亨梧（セルティック）、シュミット・ダニエル（シント＝トロイデン）、相馬勇紀（カーザ・ピアAC）、菅原由勢（AZアルクマール）、小久保玲央ブライアン（SLベンフィカ）、デューフ エマニエル凛太朗（流通経済大）を招聘し、矢部浩之をキャプテンとする「矢部ジャパン」として参戦。木梨をキャプテンとし、元日本代表選手やサッカー愛好家の芸能人らで構成する「木梨ジャパン」との対戦を行った。

#### サッカーオセロアタック25のルール
- 白色（または緑色）が点灯しているパネルだけを獲得できる（対戦チームの色のパネルをはさまなくても有効）。
- 初期配置で8・12・14・18はすでに埋まっている（赤色・青色2枚ずつ）。
- 角の1・5・21・25は最初は消灯しており、縦・横・斜めに隣接するマスのいずれか1つ（1＝2・6・7、5＝4・9・10、21＝16・17・22、25＝19・20・24）が埋まるまで当てても無効。
- 真ん中の13番のパネル（緑色に点灯）に当てたチームはもう1回シュートできる。
- フレーム（パネルとパネルの間）に当てた場合は再度シュートできる。
- パネルボードの外や、すでに当てられたパネル、消灯しているパネルに当てた場合は「はずれ」。
- パネルに当てた場合は海外旅行獲得時のBGMが流れ（例外あり）、はずれの場合は誤答後の「お立ち」のBGMが流れる。
- 通常は緑の人工芝の上からシュートを放つが、各チーム1回ずつ以下の方法でシュートすることができる。
  - 「クロスチャレンジ」：1人がクロスをあげ、もう1人はヘディングやボレーでシュートする。
  - 「リフティングチャレンジ」：チーム全員でリフティングしながらマスまで近づいてシュートする。ボールを落としたら失敗。

### 卓球
とんねるずが、福原愛や卓球自慢のアスリートと卓球でダブルス対戦する。
基本的に1ゲーム11点制の3ゲームマッチで行われるが、途中でとんねるずが不利になるとネットを動かしたり、相手のラケットを非常に小さいものにしたり、フライパンなどに変更させるのがお約束になっている。また、2010年・2011・2017年には通常の2倍の大きさの卓球台を使ったゲームも行われた。
ゴルフ同様、卓球以外を本職とするアスリートが数多く出演しており、特に吉田沙保里はレスリングが本職であるにもかかわらず、出演回数が福原に次いで2番目に多い。

#### 各年の内容
2005年
とんねるずが青森山田高等学校を尋ね、当時在学していた福原と竹原慎二のペアと対戦。在校生が観客という、とんねるずにとって完全アウェーの中で行なわれた試合は8-11、6-11で2ゲームとも福原・竹原ペアの勝利。ネット位置を移動したとんねるずと福原の変則マッチは2勝1敗で福原の勝利。
2006年
福原愛・平野美宇 ペアと対戦。第1ゲームは6-11で福原・平野ペアの勝利。とんねるずが1-7でリードされた時からとんねるず対平野の変則マッチに代わり、5歳の平野に当時44歳だったとんねるずは5ポイントを奪うのがやっとだった。第2・3ゲームはとんねるず対福原の変則マッチ。第2ゲームはとんねるずが0-4とリードされた状態からとんねるず側のコート面積が全体の4分の1にするいかさまを生かして15-13と1ゲームを奪う。最終セットもとんねるず側の面積が全体の4分の1のコートで試合は行われ8-11で1勝1敗。3ゲームトータル2勝1敗で福原・平野ペアの勝利。
2008年
チーム内藤（内藤大助、森本稀哲、吉田沙保里）と対戦。第1ゲームは11-4でとんねるずが勝利したため、第2ゲームからは解説を務めていた福原が参戦し、とんねるず対チーム愛（福原・内藤）は2-11でチーム愛の勝利。最終決戦は21点制のスペシャルマッチとなり、19-21でチーム愛（福原、内藤、森本、吉田）の勝利。
2009年
北京オリンピックチーム（福原愛、吉田沙保里、松岡修造、浜口京子）と対戦。第1ゲームは8-11で北京オリンピックチームの勝利。第2ゲームは北京オリンピックチームにアニマル浜口と栄和人が急遽参戦するも11-9でとんねるずの勝利。最終ゲームはミス連発の石橋に代えて審判（渡辺喜功）が参戦するも、8-11で北京オリンピックチームの勝利。
2010年
テニス&卓球対決としてW愛ちゃんチーム（福原愛、杉山愛）と対戦。W愛ちゃんチームの勝利。
2011年
松岡修造率いるフィギュアスケート日本代表チーム（浅田真央、安藤美姫、小塚崇彦、織田信成、髙橋大輔）と対戦。初戦のダブルス、2戦目の巨大卓球台を使用した2人vs6人の変則マッチ共にとんねるずが勝利し、コーナー開始以来とんねるずが6戦目にして初勝利を飾った。
2012年正月
栄和人率いるロンドンオリンピック日本代表チーム（福原愛、石川佳純、吉田沙保里）と対戦。途中でとんねるずがいつものように福原と石川のラケットを別の物に変更させたが、その後吉田がとんねるずのラケットも別の物に変更させることを要求してラケットを変えさせるという一幕もあった。結果は日本代表チームの勝利。
2013年正月
栄和人率いるロンドンオリンピックメダリストチーム（福原愛、石川佳純、吉田沙保里、太田雄貴、清水聡）と対戦。第1ゲーム（通常のダブルス）はノーハンデでメダリストチームが5-1とリードしてから1段階動かしても7-1と流れが変わらなかった為もう1段階動かしても8-1とリードした為、とんねるずはもう1段階ネットを動かし通常の1/8にまで狭めた後はとんねるずチームが3点追い上げた後栄がネットを1段階戻して互いに1点ずつ入り、石橋が吉田の臀部に触れたり、8-1でメダリストチームがリードしている状況で石川・福原が相談している最中にサービスを始めてエースを決める作戦が決まり、9-9と同点の段階でとんねるずと銀メダリストの2人によるノーハンデで決着をつけ石橋が実況の吉野と話している最中に石川がサービスエースを決め最後は石川がスマッシュを決めてメダリストチームが勝利し、第2ゲーム（打順固定制）は太田がミスを犯したのに続き、その太田が初めてリターンしながら福原が返球ミスでとんねるずチームが4ポイント先制。しかし、太田が綺麗にリターン出来る様になるとメダリストチームが8-7で追い上げ遂にはメダリストチームが同点に追いつく。石橋のスマッシュが決まるとその石橋のスマッシュを福原が返して1ポイントずつ奪い負けじと木梨もスマッシュを決めてゲームポイントを迎えると、吉田にサーブ権を譲ったラリーで太田がミスし結局石川と栄に殆ど回す事なくとんねるずが勝利。第3ゲーム（メダリストチーム側のみコートが巨大となった2人vs6人の変則マッチ）はとんねるずが勝利するも、太田・清水の土下座で行われた泣きの1ゲーム（第3ゲームと同様のルールで5点先取）はメダリストチームが勝利し、通算2-2で引き分けとなった。
2014年正月
栄和人（終盤に出演）率いる東京五輪メダル候補チーム（福原愛、石川佳純、石川梨良、平野美宇、吉田沙保里、白井健三）と対戦。第1ゲーム（サーブは常にとんねるずが決めた順番で打たなければならない打順固定制）は9-6ととんねるずリードで迎えた場面で石橋が吉田の急所を直撃するスマッシュを放って以降4ポイント続けてスマッシュがアウトになるという石橋が肝心な場面でミスを連発した事が祟り、東京五輪チームが勝利。第2ゲーム（通常のダブルス）1-1からネットをとんねるず側に2段階寄せるハンデを提案するも3失点後平野・福原がフライパンで打つハンデでとんねるずが追い上げ、ネットを1段階戻すも今度は平野・福原が鍋とフライパンのハンデに苦戦し7-7で追いつく。吉田が平野に代えて佳純を投入し福原・佳純ペアで勝負するも木梨がタイム返しでそれまでの鍋とフライパンに代え羽子板で打つハンデを提案。とんねるずが9-8とリードした段階で福原・佳純ペアはラケットに戻すも11-9でとんねるずが勝利。第3ゲーム（東京五輪チームは面積が倍のコートとなった2人vs6人の変則マッチ）では、当時とんねるずの母校である帝京高校に通っていた梨良を加えての3人（チーム帝京）vs5人で対戦。チーム帝京が8-6でリードした所で梨良を取られた見返りとして、観客席にいた栄と登坂絵莉を加えた3人vs7人の変則マッチにまで発展し、結果は東京五輪チームの勝利。最後はチーム帝京の梨良が東京五輪チームの輪に加わった。なお第3ゲームでは5-3でとんねるずがリードしている時木梨が1年がかりで考案した鳩攻撃が不発に終わったり、木梨がその鳩を1羽しか用意していなかったり、逆に鳩の巣が梨良の脛に当たったりして、とんねるずチームが勝つ為の手段が逆に自分達の足を引っ張る形となり散々な結果に終わった。また石橋は、直前スペシャルで松平健太から教わったサーブを使う事は一度も無かった。
2017年正月
福原愛率いるメダリスト3人娘（福原、石川佳純、伊藤美誠）と対戦。とんねるずチームには助っ人としてリオ五輪卓球男子でシングルス銅メダル・団体銀メダルの水谷隼、団体銀メダルの吉村真晴が参加。第1ゲーム（とんねるずVSメダリスト3人娘のダブルス）では2-2の段階で、石橋が丁寧のサーブを見せようと2本とも失敗した後、とんねるずのコート面積が本来の2分の1（全体の4分の1）にするネット移動を行い6ポイント続けて連取するやメダリストも盛り返し、木梨が再びタイム。リオ五輪の女子団体準決勝で福原が最後の失点を喫したエッジボールを広くする作戦も立てたが、メダリストも伊藤に代えて石川を投入。福原・石川のペアで挑むと今度は木梨がミスを連発。最後はチャンスボールを石橋が痛恨の空振りを犯しメダリスト3人娘が勝利、エッジのハンデを生かせずに終わった。第2ゲーム（とんねるず＋助っ人の水谷・吉村対メダリスト3人娘のダブルス）ではまずとんねるずは木梨・吉村で、メダリストは伊藤・石川で挑みコートはノーハンデ。吉村が魔球サーブを返された場合、木梨が返せないのではという不安もありながら木梨が順応して不安は杞憂に終わりメダリストチームも回転をかけられない木梨への集中攻撃に作戦を変えると互角の勝負を演じメダリストリードながらも6-5と1点差。とんねるずチームは石橋・水谷に変更しメダリストチームも福原・石川に変更。ところが石橋が相変わらずチャンスボールをアウトにするミスを犯し5-8ととんねるずチームビハインドの状況で遂に木梨は石橋に代えて吉村を投入し夢の男女メダリストチーム同士の対決。9-9でメダリスト2人に石橋が加わり最終的には木梨も加わりとんねるず2人に水谷・吉村も加え4対2の変則ダブルスになりとんねるずチームが勝利。最終ゲーム（面積が2倍のコートで全員参加の4人VS3人の変則マッチ）では1-2ととんねるずチームビハインドの状況で福原だけがフライパンで挑むと相変わらずフライパンで苦戦し3-2で逆転。その後水谷にはフライパン、伊藤と吉村は鍋（吉村は鍋とラケットの二刀流）で、石川はこの企画恒例の羽子板で挑み6-3でとんねるずがリード。ここで石川が中心部分がくりぬかれたラケットを、伊藤にはミニラケットを渡され8-3とすると全員ラケットに戻し9-5ととんねるずリードの時点で木梨考案のドリフサーブ（木梨がサーブを打つ直前で大量のピンポン球を天井から落とし、その間にサーブを打つ）や福原の夫江宏傑のお面 で福原の動揺を誘いとんねるずチームが勝利し、とんねるずが初めて福原に勝利した。
2018年正月
石川佳純、平野美宇と対戦。とんねるずチームには助っ人として2年連続で水谷隼、吉村真晴が参加。また福原愛が特別解説として参加した。第1ゲーム（とんねるずVS石川・平野のダブルス）は石橋の姑息な作戦が失敗し、0-3となったところで石川・平野側の台がピラミッド状の凹凸の付いた台（番組内ではうねうね卓球台と紹介された。）となりバウンドの変化が予測不能となり、石川・平野を追い詰めるはずが、石橋が張本智和が得点時に叫ぶ「チョレイ」を言いたいが為に力が入り、相手のコートに当たらないミスを連発しとんねるず3-4とビハインド、5-5、とんねるず8-6とリードの状況から2連続と4回も連発し石川・平野ペアが勝利。第2ゲーム（とんねるず＋助っ人の水谷・吉村対石川・平野のダブルス）ではとんねるずチームがいきなり助っ人の水谷・吉村を投入し5-3とリードした所で吉村に代わりに石橋を投入するも石橋がミスを連発し同点になり今度は木梨・吉村ペアで挑むと木梨が集中砲火され石川・平野がリードする展開に、ここで木梨が炭酸ガスを噴射しその隙にサーブを打つ消える魔球サーブで得点を入れるものの9-10で石川・平野にゲームポイントを取られた所で石橋・水谷を投入して4対2の変則マッチとしてとんねるずチームの勝利。最終ゲーム（全員参加の4人VS2人の変則マッチ）では0-3になった所で石川・平野のラケットをフライパンにするハンデで2-3にして再び通常のラケットに戻した所5-9と点差が広がった所で巨大扇風機で石川・平野のショットの威力を抑える作戦を決行した所、逆にとんねるずチームのボールが伸びてしまいゲームポイントを取られてしまった所で1回で終了、そのまま敗戦した。
2019年正月
石川佳純、平野美宇、張本智和 の東京五輪オールスターと対戦。とんねるずチームには助っ人として3年連続で張本の話題の締めでITTFワールドツアーグランドファイナルを2014年に制した水谷隼が参加。また2018年10月に現役を引退した福原愛も2年連続で特別解説として参加した。第1ゲーム（ダブルスだが、とんねるずチームのみ交代が自由。東京五輪オールスターは石川・張本で対決）は序盤に木梨の暗転サーブ（全照明を消してその間にゲームを始める）を繰り出したが2回で破られ、また石橋のミスもあり4-7と点差が広がったところで石橋と水谷が交代。しかし今度は木梨が狙われてしまい東京五輪オールスターが勝利。第2ゲーム（第1ゲームと同様とんねるずチームのみ交代自由のダブルス。東京五輪オールスターは平野・張本で対決）は平野・張本の台が昨年も登場したピラミッド状の凹凸の付いた「うねうね卓球台」でスタート。不規則なバウンドに平野・張本が苦戦、さらに木梨のプロ顔負けのプレーも飛び出し11-7でとんねるずチームの勝利。最終ゲーム（全員参加の3人VS3人の変則マッチ）は木梨が上から紙テープが大量に降って東京五輪オールスターの視界を遮るびっくりサーブを放ったものの得点は東京五輪オールスターに入り、今度は東京五輪オールスターのラケットを毎年恒例のフライパンにして張本のミスを誘い4-5まで差を縮めるが石橋が疲れてベンチに下がった際に2対3は不利だと木梨の申し入れにより石川と平野がとんねるずチームに移り、木梨・水谷・石川・平野対張本の4対1のハンデマッチとなり最終的には木梨も下がり3対1となり6-8となった所で元の3対3に戻して、東京五輪オールスターの台を「うねうね卓球台」にした状態で再開、9-9と同点になった所で「うねうね卓球台」を外して元の卓球台に戻し最後は平野・張本と連続してミスが出てとんねるずチームが勝利した。
2020年正月
石川佳純、森ひかる、羽根田卓也、長﨑美柚の東京五輪オールスターと対戦。とんねるずチームには助っ人として2年ぶりの出演となる吉村真晴 が参加。第1ゲームは交代が自由なダブルスだが、序盤に石川・長﨑ペアが3点を連続で先取したため、木梨より森・羽根田ペアに交代を要求。得点差が無くなった後、石川が羽根田と、吉村が木梨と交代、さらに長﨑が森と交代した後はが残った石橋が狙われて点差が広がり5-11で東京五輪オールスターが勝利。第2ゲーム（第1ゲームと同様に交代自由のダブルス。）は、初回からお祝いサーブ（原理は2017年に使用したドリフサーブと同じだが、今回はくす玉の中から大量のピンポン玉を出し、そのくす玉には「東京五輪頑張ってね」の垂幕がぶら下がっている。）を繰り出し、リードをとった後で吉村対石川、吉村対長﨑、木梨対羽根田、石橋対森のシングル対決となり、羽根田が登場した際は吉村の指示によりカヌーのパドルでラリーをした。最終的には最初につけた点差を守り抜き11-7でとんねるずチームの勝利。最終ゲーム（全員参加の3人VS4人の変則マッチ）は序盤は羽根田狙いにより点を取ったが、その後は吉村対石川・長﨑の実質2対1の構図となり、途中石橋のミスにより点差が縮まったが、最後は石川のミスにより11-7でとんねるずチームが勝利した。なお、MVP賞を獲得した吉村には、トヨタ自動車よりヤリスが贈られた。また福原愛は、松岡修造率いるフィギュアスケート日本代表チームが出場した2011年以来の登場なしとなり、卓球選手が出場しているなかでは初めて登場しなかった。
2021年
2022年
石川佳純、平野美宇（卓球女子団体で銀）、張本智和（卓球男子団体で銅）、橋本大輝（体操男子個人総合・種目別鉄棒で金）、乙黒拓斗（レスリング男子フリースタイル65キロ級で金）の東京五輪メダリスト軍団と対戦。とんねるずチームには助っ人として2年ぶりの出演で現役引退を表明した水谷隼と、2年連続出演の吉村真晴が参加した。第1ゲーム（21点制の両チーム交代有のダブルス）序盤は事前に水谷がとんねるずに送った特注ラケットの効果もありとんねるず有利で進め、徐々に石橋のミスが目立ちはじめたが、木梨が絶好調でそれをカバーし、同点で進めていたが、最後は石川・張本ペアが5連続得点を挙げて第1ゲームは16-21で東京五輪メダリスト軍団が勝利。第2ゲームは両チームともメンバーを交代しつつ接戦を演じ、途中石川・平野ペアの際に木梨のお祝いサーブ（下からの炭酸ガスと大量の紙テープの噴射）が炸裂。さらにその後に石川が石橋に対して還暦おめでとうサーブ（原理は2017年のドリフサーブと全く同じだが、ボールは還暦に合わせてすべて赤）を披露を披露。その後東京五輪メダリスト軍団側がピラミッド状の凹凸の付いた「うねうね卓球台」となるハンデを付けたが、平野・張本が対応をして接戦となり、最後は水谷・吉村ペアと平野・張本ペアの対決となり、21-19でチームとんねるずが勝利。第3ゲームは水谷の引退ゲームとして水谷対張本のシングル（どちらかが5点取るまで）でスタート。水谷が奇襲での1点しか取れず、1-4で張本が先に5点を取ったところで、コート面積が2倍の全員参加の4対5変則マッチで試合を再開。途中石川が奇襲攻撃を仕掛けようとしたがサーブを失敗する、とんねるずチームが乙黒狙いで進めてとんねるずチームリードで試合が進めていたが、東京五輪メダリスト軍団のマッチポイントとなり、東京五輪メダリスト軍団にトラの被り物をかぶせて動揺させる作戦をとった。その結果デュースに持ち込むことはできたが、最後は石橋が連続でミスをして20-22で東京五輪メダリスト軍団が勝利した。
2023年
2024年
石川佳純の引退を記念し、『卓球石川佳純引退チャレンジ』が実施され、「過去の自分を乗り越える」をテーマに、スマッシュ的当てに挑戦。全ての的を撃ち抜いた。

### テニス
とんねるずが松岡修造らと共にテニスで対決。当初は2対2のダブルス形式だが、とんねるずが不利になるとかつては審判を務めていた神和住純や松岡が主催する育成プロジェクト「修造チャレンジ」の門下生、現在は松岡・錦織と対戦経験がある海外のスター選手、石橋が手塩にかけて育てているとされている「石橋チャレンジ」を助っ人として加えるのがお決まりである。

#### 各年の内容
2010年
テニス&卓球対決の1つとして有明コロシアムで松岡修造・杉山愛組と対戦。とんねるずは最初の3ゲームを手も足も出ずに落とすと4ゲーム目からはとんねるずリードの40-0からの再開をしたり、神和住や高校時代テニス経験のある竹内由恵を助っ人につけるものの、3ゲームをとるのが精一杯で第1セットを落とす。ここで、「修造チャレンジ」の選手を助っ人につけると、ゲームカウント3-3から松岡・杉山の動きが鈍くなり第2セットはとんねるずが勝利し、1対1のドローに持ち込んだ所で決着は卓球対決に持ち込まれた。とんねるずと松岡・W愛（杉山と卓球の福原愛）との対戦では、とんねるずはW愛に6ポイント続けて落とした所で、W愛にフライパンで打つ事を要求。そこからとんねるずが持ち直したが、とんねるずマッチポイントの10-9で石橋が3ポイント続けて痛恨のミス。卓球対決は松岡・W愛の勝利となった。
2011年
松岡修造・錦織圭組と対戦。前年のリベンジを果たすべく、石橋は収録の2か月前から神和住の特訓を受けてきた上に、本番でも前年同様神和住や「修造チャレンジ」の選手らが参加したが敗戦。泣きの1ゲームマッチでも敗れ2連敗となったが、松岡は石橋のテニスの上達振りに驚いていた。
2012年正月
2年連続で松岡・錦織組と対戦。石橋は助っ人にマイケル・チャンを引っ張り出したものの、1セット目は6-4で松岡・錦織組の勝利。2セット目（3ゲーム先取）ではとんねるず組に神和住や「修造チャレンジ」の選手も加わり2人vs7人での対決となったが、またも3-2で松岡・錦織組に敗れた。後にチャンは錦織のコーチとして再会する事になる。
2013年正月
3年連続で松岡・錦織組と対戦。この年は助っ人に現役プロ選手のレイトン・ヒューイットが登場。第1セットはノーハンデマッチで6-1で松岡・錦織組が取ったものの、ヒューイットが加わった第2セットは接戦の末最後のゲームでヒューイット考案のX攻撃でものにし、テニス対決史上初めてとんねるずが6-5で取り、第3セットに持ち込む。その第3セット（3ゲーム先取）ではとんねるずが2ゲームを先に落とした状況で、更に「修造チャレンジ」の選手が加わり2人vs6人の対決となったものの3-2で松岡・錦織組が取り、通算2-1で辛くも松岡・錦織組が勝利した。とんねるずは特に石橋が打倒松岡・錦織を目指してボレー等を中心とした10ヵ月間の猛特訓を敢行し「俺は伝説になる!」と意気込んでいたが、今度は長年の問題だった石橋のフォームが相変わらずぎこちなかった事が響き、後一歩及ばなかった。
2014年正月
4年連続で松岡・錦織組と対戦。この年は助っ人として、悪童・ジョン・マッケンローを緊急来日させた。第1セットは序盤こそ面積ハンデ（とんねるず側のコートはシングルスのエリアを適用したもの）を生かして接戦だったものの6-2で松岡・錦織組が勝利。マッケンローが加わった第2セットは最初のゲームに木梨が入らずに、石橋・マッケンロー組で戦い、案の定第1ゲームを落とすと、木梨も加わった3対2の変則マッチでも4-6で競り負けてしまい通算2-0で松岡・錦織が勝利した。とんねるずは特に石橋が打倒松岡・錦織を目指してラダートレーニングで反射神経を鍛えたり、フォームの矯正に取り組んだ事で手応えを掴んだのか修造チャレンジの選手を投入しなくても勝てると意気込み、実際に番組史上初めて修造チャレンジの選手を投入せずに戦ったが、またもテニス対決を制する事が出来なかった。
2015年正月
5年連続で松岡・錦織と対戦。この年は錦織のコーチで、2012年に来たマイケル・チャンが最初からとんねるず側に加わる変則マッチでスタート。第1セットはとんねるずがファーストゲームを取ったもののものにしたのはそのゲームだけ、両手にラケットを持つ木梨の二刀流作戦と2010年に交渉して一度は断念したテニスのネット移動（有効面積が1.5倍）という圧倒的ハンデも実らず、6ゲームを連取されて松岡・錦織組が勝利。第2セットは4大大会を全制覇したアンドレ・アガシが加わっての4対2の変則マッチ。最初の2ゲームこそとんねるずが制するが、木梨やアガシの相手を困惑させる作戦がかえってとんねるずチームの足を引っ張る羽目になり、3-5と追いつめられる。ここで石橋自らが「石橋チャレンジ」として招集した小中学生の女子選手3人を加えた7対2の変則マッチで挑むも敗れ、石橋のボレーがチャレンジシステムの末アウトで試合終了。通算2-0で松岡・錦織が勝利した。とんねるずは特に石橋が週一回の練習にも関わらず、要所でのミスが祟りまたもテニス対決を落としたのだった。なおMIP賞を獲得したチャンには、トヨタ自動車よりプリウスαが贈られた。
2016年正月
錦織・マイケル・チャン組と対戦。この年は助っ人に2014年全米オープン決勝で錦織を破って優勝したマリン・チリッチが最初からとんねるず側に加わる変則マッチに加え、サーブが持ち味でもあるチリッチがとんねるず側のサーブと相手サーブのリターンを全て行いとんねるずは前衛で構えるルールでスタート、第1セットの最初は一度はデュースに持ち込んだものの何れも錦織が決めて錦織・チャン組が先にゲームを奪う。ここで木梨が「タカッチ（石橋）がこのゲームでどうゆう風に3人で対応出来るかを見てみたい」と言って木梨が次のゲームで特別解説。そこからチリッチのコーチを務めるゴラン・イワニセビッチも入っての3対2の変則マッチや4対2の変則マッチを繰り返しゲームカウント3-3とイーブンにはするものの、石橋が要所でミスを連発し再び1ゲームリードを許す展開で石橋チャレンジを呼んでの7対2変則マッチ。毎週2時間の練習を1年間続け、石橋の武器でもあるネット際のプレーを発揮出来ずに敗れた。
2017年正月
錦織・マイケル・チャン組と対戦。この年は助っ人に元世界ランキング1位、2003年全米オープン王者で錦織が18歳の時に戦い敗れたアンディ・ロディックが最初からとんねるず側に加わる変則マッチに加え、サーブは最初からロディックと錦織しか打たないというルールで開始された。第1セットはロディックの高速サーブもありとんねるずが奪ったが、錦織・チャン組がとんねるず狙いに変えるととんねるずがミスを連発、また石橋は練習でドロップショットを習得するも、行った2回とも失敗しどう考えてもとんねるずのミスショットであるにも関わらずチャレンジで覆ったり、エア・ケイを石橋が対応したりして折角掴んだ流れを失った。ゲームカウント1-3のところで大坂なおみを呼び4対2の変則マッチ、ゲームカウント2-3ととんねるずビハインドの状況で木梨が毎年恒例のデカラケットを投入するも流れは変わらずとんねるずのミスも重なり、ゲームカウント2-5ととんねるずは追いつめられる。ここで石橋チャレンジを呼んで7対2の変則マッチ（石橋チャレンジの選手を2人後ろに、残りの1人を大坂と共にサービスライン寄りに、ロディックと石橋を前に配置するフォーメーションで木梨が参加しない時がある）でゲームカウント4-5にした所で、どうしてもロディックに勝ちたいという錦織の要望で石橋チャレンジ抜きの4対2の変則マッチに戻しゲームカウント5-5で追いつくがラストゲームで15-30と錦織・チャン組がリードした段階で石橋がボレーをネットに引っ掛けるミス。ロディックのサービスエースで30-40と戻すものの木梨は「あと一つ落としたら負けるから、触るな」と忠告したにも関わらず最後は木梨の忠告を破った石橋が痛恨の空振りを犯して敗れ、案の定相方に叱責される結末となった。なおMIP賞を獲得したロディックには、トヨタ自動車よりヴォクシー特別仕様車 HYBRID ZS煌Ⅱが贈られた。
2018年正月
過去7年に渡って対戦していた錦織が手首の怪我により不参加。3年ぶりに出演の松岡が2017年9月に現役を引退した伊達公子とペアを組み対戦。この年の助っ人は3年ぶりにとんねるずチームでのプレーになるマイケル・チャンに加え、全豪オープン女子ダブルスでベスト4になった加藤未唯が参戦。第1セットはとんねるずとマイケル・チャンの3対2の変則マッチでスタート、しかしセットカウント0-4となり木梨と加藤を交代、木梨は特別解説に回ったところ松岡のミスもありテニス対決史上初の第1セットをとんねるずチームが取った。第2セットからは木梨が戻り4対2の変則マッチ、途中で石橋が下がり石橋チャレンジ2名を加えて5対2、さらに石橋も戻り6対2の変則マッチとしたが松岡・伊達ペアに第2セットを取られた。第3セットは石橋チャレンジを下げ再び4対2の変則マッチで行われたが、最後は石橋のミスにより敗れた。MIP賞を獲得した伊達には、トヨタ自動車よりプリウスPHVが贈られた。なおこの試合は2020年東京オリンピックに向けて改修工事が始まる有明コロシアムでの最後の試合となった。
2019年正月
3年ぶりに松岡・錦織と対戦。この年は助っ人に放送当時は錦織が対戦して15連敗中と天敵であるノバク・ジョコビッチをBNPパリバ・オープンで撃破したダニエル太郎とマイケル・チャンが参戦、とんねるずチームはサーブが全てダニエルが担当するルールでスタート。第1セットはダニエルを加えたとんねるずチームと松岡・錦織とによる3対2の変則マッチを行い木梨はリュックサックにデカラケットを背負いながら両手にラケットを持つ三刀流の状態で行ったが、重いラケットを背負いながら移動しなければならない為第1ゲーム40-30の時点で外した。また、チャンがとんねるずのレシーブ態勢に入ろうとした所でくしゃみをして松岡のサーブを邪魔しようとするが逆に石橋がビックリして返球出来なくなってしまったり等で波に乗れずゲームカウント1-3のところで木梨とチャンを交代した。解説に回った木梨が大坂のお面を着けてモノマネをしてさらに錦織が大坂のお面を被ってプレーしたり、ゲームカウント3-3の最初のラリーで錦織がラケットのグリップで決める珍事も発生した。木梨がチャンと交代した後ゲームカウント1-3ととんねるずチームがビハインドで迎えた30-30の状況や、その次のゲームで15-0の状況、3-3でとんねるずリードの40-30の状況で石橋が前年の対決のラストゲームで大ホームランで敗れた悔しさを晴らす為に1年間球を低く抑える特訓を繰り返したにも関わらず慌てた末にチャンスボールが高く浮いたり、ストロークがコートに入らない相変わらずのミスが目立つもとんねるずチームが3ゲームを連取してゲームカウントで逆転。するととんねるずチームが30-0とリードした時に松岡・錦織チームが石橋チャレンジを横取りして番組のテニス対決史上初めてとんねるずチームが人数的に不利（3対4）となる展開となり、松岡・錦織チームと共に石橋チャレンジが育ての親である石橋を集中攻撃するがそれでも1ゲーム取ってとんねるずチームが勝利に王手、松岡・錦織チームも無失点で1ゲーム返し5-4となった所で木梨が戻り4対4となり10ゲーム目は1失点後ダニエルが石橋チャレンジのリシャヴィー相手に本気のサービスエース、松岡のボレーがネット、クロスリーのミスでマッチポイントを迎えると最後は石橋が錦織に「来い、圭！来い！」と雄叫びを上げた後に錦織のミスショットによりテニス対決10回目、錦織との対決8回目にしてとんねるずチームが初勝利した。しかし錦織からは「とんねるずのスポーツ王は俺だ」なのにとんねるずの2人が休んでいる時間が長いと納得がいかない様子だった。なおMIP賞を獲得したダニエルには、スバルよりXV Advanceが贈られた。なお、この試合は前述の通り有明コロシアムが改修工事のため使用できない為ポートメッセなごやで行われた。
2021年正月
2024年正月

### 水泳
2002年
イアン・ソープ1人にチームとんねるずがリレーで対戦。終始とんねるずがリードしていたものの、アンカーの石橋が飛び込みで腹を打ったことで大失速しソープに逆転された。
2022年
木梨と2020東京五輪競泳日本代表・萩野公介が大橋悠依との競泳対決が行われた。またゲストとして、萩野が「心の師匠」と慕う武豊が登場。対決収録後に朝日杯フューチュリティステークスをドウデュースで制した武へ木梨と萩野がサプライズで祝福する様子が放送された。

### バスケットボール

#### 各年の内容
2022年
石橋が率いるトム・ホーバス・シェーファーアヴィ幸樹・バケモン先生・満島真之介のチーム石橋（バスケ経験者チーム）と、木梨が率いる内田篤人・中澤佑二・EXILE AKIRA・伊藤淳史のチーム木梨（サッカー経験者チーム）がチームとんねるずとして、2020年東京五輪バスケットボール女子日本代表（長岡萌映子・馬瓜エブリン・高田真希・本橋菜子・三好南穂）と3本勝負で対戦。第1ゲームはチーム石橋が出場して4対4のバスケ対決。チーム石橋が途中で助っ人として富樫勇樹を投入し、5対4の変則ゲームとなったが、バスケットボール女子日本代表チームに内田、チーム石橋に中沢を投入し6対6となった。一度はチーム石橋が勝利するも、バスケットボール女子日本代表の土下座により延長、最終結果はチーム石橋の勝利。第2ゲームはチーム木梨が出場してドリブル対決。ここで解説として松木安太郎が参加。さらにバスケットボール女子日本代表の障害物として長州力、武藤敬司が参加。チーム木梨が勝利。第3ゲームは全チーム参加のミラクル3ポイントシュート対決。ハーフコートからバスケットボール女子日本代表とチーム石橋はバスケットボールで、チーム木梨はサッカーボールでシュートを打ってゴールへ入れる。ホーバスがシュートを決めたが笛が吹かれる前だったため無効となり、最後は馬瓜エブリンがシュートを決めて、バスケットボール女子日本代表の勝利。
2023年
2024年
第1部（一部地域ローカルセールスのため未放送地域あり）で放送されたが、センターラインからのフリースローを行う「ディープスリー」対決の途中で、東京国際空港（羽田空港）で起きた、海上自衛隊の物資輸送機と日本航空旅客機が衝突炎上する事故に関する臨時ニュース挿入により決着シーンが放送されなかった。これを受け、一部地域を除いて、同年1月6日12:00 - 13:00に改めて放送すると共にTVerでも見逃し配信する事を同月4日に発表した。

### その他のスポーツ対決
綱引き
2000年のみ行なわれた。武蔵川部屋の力士と対戦。
1万メートルリレー
2002年のみ行なわれた。キャサリン・ヌデレバ1人にチームとんねるずがリレーで対戦。
30人31脚vs5人6脚
1万メートル同様2002年のみ行なわれた。
バドミントン
2009年のみ行なわれた。とんねるずが北京オリンピック日本代表のオグシオ（小椋久美子・潮田玲子ペア）と対戦。途中からはとんねるずの助っ人として陣内貴美子が参戦。
フェンシング
2015年正月に実施。石橋が現役女子高生選手（当時）で、南京ユースオリンピック女子フルーレ個人銀メダリストの宮脇花綸と対戦。最初胴体を突いた場合のみ有効とするルールでは石橋が奇跡の1本を最初のゲームでとるもその後宮脇に3本連取され逆転負け。実況の吉野から宮脇の全身が有効打になるルールを提案した所そのルールを石橋が呑み全身ハンデルールに変更されたが、最初に宮脇にポイントが入った後2本とも両方にポイント（0.3秒以内に有効面を突き合うと両者に1本）が入りまたも宮脇に敗れる。そして途中から助っ人として篠原信一、清水聡が参戦し、同時に最初のルール（胴体を突いた場合のみ有効とするルール）に変更。篠原と清水との1対1を共にモノにし、なりふり構わない状態の石橋は1対2の変則マッチも提案し、宮脇もこれを了承。どちらがついても1本となる石橋・清水対宮脇の変則マッチとなり宮脇が清水との駆け引きに集中した隙を付いた石橋が宮脇の背中を突いたり、逆に清水が石橋との駆け引きに集中した宮脇の隙を付いて背中を突いたりとフェンシング公式ルールを破って不正勝ち。190センチの篠原同様182センチでリーチが長い分的になる胴体も大きいハンデを受けた石橋も後に「ズルい手だった」と認めている。
フィギュアスケート→スピードスケート
2015年正月に実施。当初は木梨がフィギュアスケートのジャンプに挑戦するという企画だったが、なぜか途中で企画自体がスピードスケートに変更され、木梨・織田信成チームと清水宏保・岡崎朋美チームが対決する形になった。1周150メートルを5周するが、清水・岡崎は交互にリレーするのに対し木梨は1周目と5周目、織田がその間の3周を続けて滑る。ハンデとして清水は号砲が鳴ってから10秒後にスタートし1周目と3周目はボーリングのピンを避けながら滑り、最後の1周は片足だけで滑らなければならない。結果は、木梨・織田チームの勝利。
スポーツクライミング
2022年正月のみ放送された。木梨、楢崎智亜ペア対野口啓代で対決が行われ木梨、楢崎ペアの勝利。
特別企画
2017年正月に実施。木梨がレスリングで五輪4連覇をして国民栄誉賞を受賞した伊調馨と対談をして、最後に「たたいてかぶってジャンケン」で対決。伊調が勝利した。

## スタッフ
第34回（2025年1月2日）時点でのスタッフを列挙する。
- 企画：石橋貴明、木梨憲武（とんねるず）
- 構成：小川浩之、町田裕章、竹村武司（竹村→第25回-）
- TM(第31回-)：原田充（第31回-）
- TD：山本裕幸、夏目新、田邊斉、喜多浩介、掛橋翔太（山本裕→第27回-、夏目・田邊・喜多・掛橋→第34回、田邊→以前はVE、掛橋→第31回はカメラ）
- カメラ：鈴木克典、髙橋大介、加藤泰助、吉岡親志、丸山竜一、中島祥郎、首藤祥太、佐藤邦彦、北川雄介（佐藤→第25,28-30,33回-、鈴木・吉岡→以前も担当、丸山→第32回-、以前はVE、髙橋・加藤・中島・首藤・北川→第34回、加藤→以前は担当TD）
- VE：山本亨、丹野基樹、平野望、澤崎喬祐、齋藤弘幸、小川博、飯島峻太（齋藤弘→第30,31,33回-、飯島→第32回-、小川→第33回-、第27回はTD、平野・澤崎→第34回、山本・丹野・小川→以前も担当）
- 音声：伊藤康明、笠原祥(将)希、古川浩志、長谷川新、伊藤大以佐（伊藤康→第25回-、笠原→第25-27,29,32回-、古川→第3,29回-、伊藤大→第31,34回、長谷川→第34回）
- スロー(第26回-)：俵谷祐輔（第27,34回）、三田諒（第32,34回）、柴田賢吾（第28,31回-）
- クレーン：山内智史、田中健太（共に第34回）
- 照明：浅沼弘二（第34回）
- 美術：浜野恭平（第34回、第30回は濱野名義、第33回はデザイン、以前も担当）、吉野雅弘（第34回）
- デザイン：崎村陽（第31回-）
- 大道具：竹内俊彰（第34回）、大槻俊介（第28,34回）、栗田寛（第34回、以前も担当）
- 敷物(第31回-)：相田雄一（第32回-）
- 電飾：小板橋厚史（第34回）
- 特殊効果：吉川剛史（第23,25,27,29回-）
- スタイリスト：岡本貴子（第1回-）
- ヘアメイク：門脇直也、川口カツラ店（川口→第31回-）、仁部遥香、KOMAKI（共に第34回）
- 編集：山代温之（第34回）
- EED：和田修平、赤野陸(隆)、本田純一、前田練、岩﨑陸（和田→第29,31回-、赤野→第30回-、本田・前田・岩﨑→第34回）
- MA：妻藤卓也、加藤貴春、中村佳織、兼清和寛、鳥羽隼輔、江草育真（妻藤・兼清・中村→以前も担当、鳥羽・江草→第31回-）
- 音効：石川一宏、古川貴彦、伊藤大輔、高橋健人、古屋陸、小山勇生（石川・古屋→以前も担当、古川→以前は音楽演出、高橋・伊藤→第15回は音楽演出、小山→第29回-）
- CG：坂上由美、藤岡美栄子、茂木啓貴、村上楓（坂上・村上→第32回-、藤岡→第29回-、茂木→第33回-）
- TK：小島美和子（第3回-）
- 編成：川中真、新谷拓也（共に第33回-、以前はディレクター）
- 宣伝：五色智哉（第33回-）、小枝加奈
- 技術協力：TSP、テイクシステムズ、テレテック、文化工房、NKL、CIRCLE、トーフナ映像、エクスアドメディア、fmt、Space Service、MTO（TSP→第1回-、CIR→第33回-、CIR→第29回はサークル名義、トーフナ→第26,28,30回-、エクスアド→第28回-、Space・MTO→第34回、テレテ・NKL・fmt→以前も担当）
- 美術協力：tv asahi create（第1回-）、俳優座劇場、シミズオクト、○△、テルミック、ヤマモリ（俳優座・シミズ・○△・テルミ→第31回-、ヤマモリ→第34回）
- 協力：立川立飛アリーナ、東急セブンハンドレッドクラブ、高松宮記念JRA夢フィールド、キンキクレスコ、アスコ(ASCO)、メジャートレーナーズ、セレスポ、MINATO FENCING、杉並区フェンシング協会、YONEX、S-TRIXX、BRIDGESTONE、スター卓球ジム24、アートホテル旭川、テレビ朝日メディアプレックス、calla Way（キンキ→第1,3,28回-、S-・calla→第27,29回-、東急→第29回-、テレ朝メディア→第32回-、立川立飛・高松宮記念・MINATO・杉並区・YONEX・スター・アートホテル→第34回、立川立飛→第31回はアリーナ立川立飛名義、YONEX→以前は衣裳協力、アス(AS)・メジャー・セレ→以前も担当）
- 写真：アフロ（第34回、第30,32,33回は写真協力）
- AP：知久恵子、三谷萌乃、鈴木律子、武田志麻、高畑裕子（知久→第32回-、第1,3回は制作デスク、三谷→第26回はAD、第27回はデスク、高畑→第29回-、武田→第33回-、鈴木→第34回）
- 制作進行：小野仁（以前も担当）、加藤文仁
- 制作スタッフ(第32回-)：兵頭あゆみ、那須彩花、飛田海斗、山谷朋加（兵頭→第32回-、第30,31回はAD、那須・飛田・山谷→第34回）
- ディレクター：宮崎洋平、高木泉、丸茂哲夫、榊耕平、絹山知康、栗田貴、西山幸彦、長浜多市、永良進也、片山陽・古賀佐久子、大野瑠哉、河本祐典、髙橋育麻、上村俊介、松本尚之、山口大貴、野呂優太（古賀→第30,33回-、以前はディレクター►第29回まではプロデューサー、大野→第30,32,34回、高木→第31回はチーフディレクター、以前はディレクター、榊・西山→第32回-、野呂→第33回-、永良・片山・上村・松本・山口→第34回、山口→以前はAD、榊・髙橋→以前も担当、髙橋→以前は高橋名義）
- チーフディレクター：木下智貴（第31回-）
- 演出：林大輔（第31回-、以前はディレクター）
- プロデューサー：武田哲治（武田→以前はP►PD）、中澤誠二(テレビ朝日映像)（中澤→第3回はディレクター►演出）、髙橋伸之（第34回）、橋本健志（第34回、第33回はディレクター）
- 制作協力：テレビ朝日映像（第32回までVIVIA）、アライバル
- 制作：テレビ朝日スポーツ局
- 制作著作：テレビ朝日

### 歴代のスタッフ
- 構成：武田浩（第1-3回）、伊藤忠司、伊嵜由紀宏、森谷文晶（共に第1回）、安達元一、中川ゆーすけ、守谷武己・遠藤察男
- チーフプロデューサー：畠山大（第1回）
- プロデューサー：阪本明（第1,3回、ViViA）、吉田貴志、古屋吉章（共に第1回、テレビ朝日）、梅沢道彦（第3回、第1回は企画、テレビ朝日）、片山淳（片山→以前はディレクター）、丸山佳夫（第3回はFD）、加藤暁史（第31回まで）、進藤憲人（進藤→以前はディレクター►第33回まで）
- 演出：岩田周人（第24-30回、第23回はディレクター）
- チーフディレクター：相川憲一（第3回、第1回は演出、ViViA）、松本尚之（第22回はディレクター）
- ディレクター：岡部太司、安木吉信（共に第1回）、松尾和人、中澤慎吾、後藤隆一郎（松尾・中澤・後藤→共に第1回・中継D）、佐藤伸行、柳沼誉、湯川桃子（テレビ朝日）（共に第3回）、高野徹、山田俊介、濱島達史、村上知広、橋本健志、羽田野一也、林慶太郎、光瀬史郎、堺(境)太資、江橋純一、松岡智洋、岡順一郎、橋波大志、谷中功／澤田一望、太田誠、下夷啓詞、鈴木雅貴、河本佑典、林昇平、本山文隆、藤倉啓太・岡村地郎（テレビ朝日）、丸山諒、平賀亮太・後藤大介、薮田望、井上優子、櫻井健介（テレビ朝日）、永井裕史、佐々木良（永井・佐々木→第26,27回）、村山良太（村山→第26-28回）、宮崎遊（第26,28,32回）、上村俊介（第26,32回）、山岸慎太郎、竹島正訓、片平裕志、阿部和泉美（竹島・片平→第27回）、比嘉孝之（比嘉→一時離脱）、畠山拓真、武田健吾（畠山・武田→第27,29回）、武山樹（第27,30回）、川上崇文（第27,32回）、斉藤芳之、西川大作（斉藤・西川→第29回）、西口貴大、東山隆（共に第29,30回）、市川美納（第29-31回）、小泉貴子（第29-32回）、坪山悟史（第29,30,33回）、小野塚太我、横井隆（テレビ朝日）、井上亮、山下純平、山本浩平、千葉亮介、武野美枝、近松悠紀（小野塚・横井・山本・千葉・武野・近松→第30回、横井→第1回・中継D、井上亮→以前も担当）、牛込剛、加藤英昭、木村太郎（加藤・木村→第30,31回）、小副川淳（小副川→以前も担当）、野口昌希・中川雅史、菊岡大輔、佐藤達路（野口・中川・菊岡・佐藤→第31回）、坂井由里子（第31-33回）、青沼英尚（第31,33回）、菅壮一郎、井上拓也、山内尚文、久米和也、青木美詠子（菅・井上・山内・久米・青木→以前も担当）、丹野直・富岡英望（丹野・富岡→第32回）
- AP：三田村奈緒子（以前はデスク）、脇田優子（脇田→第27,28回、第26回はデスク）、薄木瑠里（薄木→第25,29回）、内野和佳子（第26回はデスク、第27-31回）、伊波智紀（第27-32回、第26回はD）、佐川恵子（第27回はデスク、第28-31回）、松尾珠美、伊藤好美（伊藤→第32回）
- AD：木川学（第1回）、佐藤大介、木村洋平、渥美淳（共に第3回）、宇都宮宏祐、大島千佳、平澤祥多、宇田哲也、吉原崇弥、高澤英子、村上哲之、末吉航、畑山祥平、野村昌彦、石橋風哲、二石英憲、坂田広人、金澤端、山崎宏之、日高悠太、片岡伸幸、疇地祐介、小林直裕、細川高宏、間瀬裕介、佐藤秀幸（小林・細川・間瀬・佐藤→以前も担当）、柴田翼、山岸悠太（柴田・山岸→第29回）、新井布由人（第30回）、井上浩好、磯邊館未来（井上・磯邊館→第31回）、山崎宏之
- 制作スタッフ(第32回-)：高松未歩（第32回）、鬼澤透、濱村可奈（鬼澤・濱村→第32,33回、鬼澤→第30,31回はAD、濱村→以前はADを担当）、小野塚悠斗、森田清孝（小野塚・森田→第33回）
- 制作進行：大谷一生（第1,3回）、牧野亜佐美
- デスク：佐川恵子、新藤恵美（新藤→以前はSPECIAL THANKS）、山口良子、北山温子、古知美和
- 制作デスク：森本美緒（第3回）
- リサーチ：水上昌子（第1回）、ごとうみほ
- 渉外：綿貫冬樹、片平修巳、石田要、宮本圭
- 編成：谷口洋一（以前はプロデューサー）、北村和之、伊藤悠祐、瀧川恵（瀧川→第17回はディレクター）、神田翔平、高橋陣、菰田勇男（菰田→第1回はAD、第17回まではプロデューサー、第29回まで）、青木優（第28,29回）、中口裕丈（第30,31回）、水出和樹（第30-32回）、長岡大河（第32回）
- 広報→宣伝：保坂正紀（第1回）、小久保聡（第3回）、小久保知之進、吉原智美、三本真一、古澤琢（第29回までと第31,32 回）、松本基弘（松本→第30回）
- コンテンツビジネス：藤本幸子、北野雄司、森悠紀
- SPECIAL THANKS：飛志津香、菊地あゆみ
- TM(第31回-)：中村哲（第31-33回、第25回はTP）
- TP：酒井秀一（第18-22回）、長谷川正和（第23回）、福元昭彦（第13回はTM）、石黒康一（第25回）、小倉研（第3回・中継カメラ）、高田格、兼岩克（高田・兼岩→第26回）、高橋亮太、常田浩一郎（高橋・常田→第26-29回、常田→第1,3回は撮影）、稲川俊一郎（第27-30回）
- TD：石山達彦（第1回・中継TD）、榎本吉雄、日山秀樹（日山→第1回・中継カメラ、第3回・中継TD）、川上孝行、駒井譲（駒井→第15回はVE）、横関正人（横関→第15回はカメラ）、斉藤竜也、矢内浩一、時見正和、若月潤那、杉田貴則、村越順司（村越→音声担当回あり）、立川良太、田中敏和、山本敏生（山本→第25-27回）、斉藤匡（第25-27,29-33回）、河野健之（それ以外→第27回）、伊藤真人（第27,28回）、西山和伸（第27,30回）、柳澤満（第28,30回、第29回はVE）、樋口優介（第28,33回、第30回はVE）、桝田茂雄（第30回、第24回はCAM、第25,27回はSW）、金岩信悟（第30,33回、第32回は信吾名義でVE）、藤井律男（第31回）、伊藤和博（以前もTDやVEを担当）、澤田翔平（第32回）、長﨑(崎)太資（第33回、以前もTDやカメラを担当）、山本夏実、廣瀬拓朗（山本夏・廣瀬→第33回、山本夏→第32回はVE）
- 撮影：舟木豊（第1,3回）、杉中敏行（第1,3回）、黒崎智雄（第1回）、須田健（第3回、第1回は音声）
- カメラ：鳥居淳彦（第3回・中継カメラ）、山口崇、鈴木智昭、加藤英昭、栢分祐二、桜井和則、宮本吉将、渡邊良平、松尾典英、中澤宏、不破正敏、上田賢二、伊藤善雄、岩左健史（岩左→第18回はTD）、鈴木勇一、西村佳晃（西村→第15回はTD）、永石秀行、宮崎雅雄、杉山紀行、宮内大翼(賢)、永澤剛、馬庭史樹、本間俊、長野允那、當麻勇輝、橋本稔（橋本→第25回）、石黒康一、柴山大生、中大是、津上幸雄、松川翔（松川→以前も担当）、原大智、岩田和也、嶋田隼朗、遠藤径介（嶋田・遠藤→第29回、遠藤→第28回はTD）、吉武佑祐、青木勇太、清原光彰、小島隆志（吉武・小島→第30回、青木・清原→以前も担当TD）、国家秀平、広部秀明、坪根雄大、田中健太、成毛紳（国家・広部・坪根・成毛→第31回、田中→以前も担当）、伊従慈洋、土井崇（伊従・土井→第32回、伊従→以前はクレーン）、野村次郎（第32,33回）、齋藤紘志（第33回、第30回はTD、以前もカメラ担当、第32回まで斉藤名義）、青山和広、新井一郎（青山・新井→第33回、新井→以前も担当）
- 音声：桑原伸行（第1回）、中井司（第1回・中継AUD）、野瀬竜一郎、境原圭吾、土屋健太郎（共に第3回）、安藤佳代子、斉藤孝行、森豊、羽生有希、平井保、星野淳、坊上雄一郎、高橋英史、南孝、牛越大輔、小島光宏、吉村歩（吉村→第25-27回）、白木貴之、加瀬正敏（加瀬→以前も担当）、吉田有希（吉田→以前も担当）、高橋英史、鈴木涼太（高橋・鈴木→第30回）、古賀公章（第30,31回）、関文彦（第30,33回）、鈴木英典、林田群士（鈴木→第32回、第1回は音声、第3回・中継AUD、林田→以前も担当）、真鍋鶴司（第33回）
- VE：秋元隆徳（第1回・中継VE）、照井博（第3回・中継VE）、田中健二、安孫子剛、山田由香、玉木雅之、山下幸男、山本可文、土井崇、川井田茂美、木村雄、佐藤淳太、町田和康、高橋大介、山本啓介、軒名秀明、木島洋、駒井譲、竹内達史、松丸文清、宇佐美貴士、河野良博、片上勇、笹川貴夫、石原敬太、川口駿、涌田真也（涌田→第3回は特機、第25,26,28,30,31,33回）、谷地健太朗（谷地→第29回）、下島有博（下島→第30回）、平井昭弘（平井→第31回）、齊藤桃子（第31,33回）、橋口司、平野望、小松慎平（橋口・平野・小松→第32回）、大瀧淳（第33回、第27回はTD）
- クレーン：江津千秋（以前も担当）、大塚伸一、島定治、金堂誠之、野村大介、阿部英樹、瀧澤健太（瀧澤→第29回）、石坂幸太郎、戸崎兼次（共に第33回）
- スロー(第26回-）：蒲池洋史、古川篤司（共に第26回）、中原一広（第27回）、芹澤勇樹（第28-30回）、中村重光（第29,30回）、永嶋佳祐（第30回）、若林秀光（第31回）、伊藤友香（第32回）、昆舎利彩衣、森口範次（共に第33回）
- PA：山崎正義（第27回）、田村智弘（第25,27回）
- 美術：野口敏嗣（第1,3回）、小山晃弘（以前も担当）、馬場啓友、森永牧子（森永→第29回）、森つねお（第31,32回）、渡邊眞太郎（第31-33回、第30回は美術進行）
- デザイン：奥山久（第1,3回）、小山田彰男、本間光一、島津桃衣子（島津→第26回）、小柳千尋（小柳→第27回）、前田香織（第28-31回）、加藤周一（第32回）
- 美術進行：都筑圭悦、小笠原五郎、楢崎仁志（楢崎→第31回）、青羽亮（第32回）
- 照明：小田原敬（第1,3回）、安本雅司、田中佳栄、櫻井篤、菅原佑、紙透貴仁、佐々木英二（佐々木→第27回）、岡本勝彦（第27,29-32回）
- 大道具：真次智樹（第1回）、永石大作（第3回）、青木繁、大脇豊、松尾茂毅、岩倉秀和、牛尾賢一郎、伊藤和彦、伊崎円香、安達綾子、昼馬(間)陽一、大橋哲雄（第29-31回）、萩原大祐（第32回）、滝沢陽介（第33回）、石原隆、鷲嵜季映（共に第33回、以前も担当）
- 大道具操作：鈴木康之
- 敷物(第31回-)：日野直治（第31回、第26-28回はアクリル装飾）
- 装飾：神保金司（第3回）
- 電飾：畠沢優一（第3回）、齊藤啓樹、松村真一、安田勝広、黒野堅太郎（黒野→第26,28回、第25,27回は特殊装置、第22回は大道具）、服部勇太（第30回）、町端航（第31,32回、以前も担当）、佐藤優（第33回）
- 特殊装置：黒瀬紗希（第29,30回）
- 特機：森岡輝秀（第1回）、三浦徹（第3回）
- 美術車輌(第26-28回)：大野純一（第26-28回）
- アートフレーム：菅沼和海
- シースルビジョン：笹山浩司（第3回）
- イントレ：中田順一郎、稲葉和樹、野田幸秀
- 衣裳(第31回)：藤原優花（第31回）
- スタイリスト：TETSUYA TANAKA（第33回）
- メイク：平井真由美（第3回）
- ヘアメイク：ヘアーディメンション、尚司芳和、三浦洋子（三浦→第26回）、小野やよい（第27-30回）、佐々木千佳予（第28回）、古川めぐも、AIC（共に第33回）
- CG：ピボット（第3回）、大橋緑、野本英慎、井上英昭、齊藤まゆみ、長澤紀子、齋藤芳崇、海原真希子（海原→第29,30回）、徳浦由香、吉原輔、杉本直基（徳浦・吉原・杉本→第31回）、冨田良磨（第32回）
- タイトルデザイン：杉山雄治（第1回）
- タイトル：平尾紀子（第3回）
- オープニングデザイン：山岡伸治（第3回、第1回はビジュアルクリエイター）
- 編集：磯田裕康（第1,3回）、高原淳、森田淳、七海達也（共に第3回）、斉藤和彦、高橋雅則、安部華子、張本征治、森津永、椿茂之、小枝繁之、石井康裕、杉山陽一（杉山→第26回）、古木亮太（第25,27,29回、第26,28回はEED）、宮下樹里（第33回）
- EED：高橋聖（第1回）、中村健一、中西祐介、谷田真吾、水上義明（共に第3回）、永谷喜美雄、杉原圭、角田守、駄竹清嘉、井上尚己、松本尚也、大橋あかり、細谷勝人、大庭幸弘、高口公輔、白井英里菜、今野友貴、室井智之、清水堅介、家村亜裕美、島崎晃、小林雄太、若山友信、牧村奈美、山本良、鈴木勝巳（鈴木→第15,29回、以前は編集）、浜田亮（浜田→第25-32回）、和田良平、室井智之（和田・室井→第26回）、普津澤航（第26,27回）、高田信志、井澤君華、大西秀明（大西→以前も担当）、高田信志、星名隆志（高田・星名→第28回）、倉田裕麻（以前も担当）、手塚貴幸（手塚→第30回）、山脇涼平（第30,32,33回）、榎本純子、佐々木理奈、久保田真伍（榎本・佐々木・久保田→第31回）、前木成二（前木→第32回）、笹崎優衣（第32,33回）、鎌倉航（第33回）
- MA：飯森昌信（第1,3回）、有路賢二郎、佐藤司、工藤雄生、羽入田佑哉、前田悠貴（羽入田・前田→以前も担当）
- 音楽演出：大島亮
- 音効：半澤知宏、山名清久（共に第3回、第1回は選曲効果）、村井雄史（以前は音楽演出）、岩田暁（第33回）
- 選曲効果：松丸利行（第1回）
- TK：農口弓美子（第1回）
- コンディショントレーナー：斉藤伸行（第3回）
- コーディネーション：中川由美子、藤井麻衣子（共に第3回、テレビ朝日）
- コーディネーター：山本シェリー詩恵（第18,29,33回、第3回は通訳）、松本孝幸、Jerry k.White、Alexander Ostern（Alex→以前も担当）
- 衣裳協力：三菱レイヨン
- 映像提供：新日本プロレスリング、ドリームステージエンターテインメント、NHKサービスセンター（共に第3回）
- 写真提供：共同通信社、AP/WWP（共に第3回）
- 写真協力：JFA/アフロ（第31回）、ベースボールマガジン社（第31回、第1回は協力、第3回は写真提供）
- 技術協力：KBC映像（第1回）、九州東通（第1回）、権四郎（第1,3回）、FLT（第3回）、START-S（第3回）、朝日放送、北海道テレビ放送、ハートス、日放、I・C・C、だだだ、クロステレビ、SWICH JAPAN、アンドフィルムスタジオ、共立ライティング、ABC TV、千代田ビデオ、アイネックス、関西東通、ナックイメージテクノロジー（ABC〜ナック→第26回）、名古屋テレビ映像、エヌティピー、バンセイ、BEA・CREW、名古屋東通、SPlash、名古屋共立、4D Replay、MITSUHO、デジ・BULL（名古屋・エヌ・BEA・名古屋東通〜4D・デジ・BULL→第27回、MI→以前も担当）、メ〜テレ（メ〜→第27回-）、デジデリック（デジデ→第28,29回、以前も担当）、池田屋（池田屋→以前も担当）、ブルーアース（ブルー→第31回）、KYORITZ、ロッコウ・プロモーション（以前も担当）、ANK（ANK→第30-33回）、Qoncept（第32回）、Express、福建社、フォレスト、Coode（Exp・福建・フォレスト・Coode→第33回）
- 美術協力：フジアール
- 撮影協力：西武ドーム（第1回）、東京ドーム、横浜国際プール、岩名運動公園、アクロス高松（共に第3回）
- ロケ協力：北陸朝日放送（第3回）
- 協力：キューサイ株式会社、福岡雷山ゴルフ倶楽部、日本相撲協会、東京都綱引き連盟、DMAX Company、ベータ・エンドルフィン、株式会社プリンスホテル、IMG・TMI、ランダムアソシエイツ、コミーツーリスト（共に第1回）、FOREST KIDS、日本水中スポーツ連盟、日本陸上競技連盟（共に第3回）、京セラドーム大阪、千葉工業大学（共に第26回）、UMKカントリークラブ、ボートメッセなごや、IOUNCOPI Kimura OFFICE、中京大学 MITY GROUP、KURIYAMA、明治神宮外苑テニスクラブ（共に第27回）、ダンロップ（第27,29-33回）、Wildon（第27,33回）、ナゴヤドーム、グリッサンドゴルフクラブ（共に第28回）、海老名運動公園（海老名→第29回）、Titleist（第29-31回）、とどろきアリーナ、BEEF MAN（とどろき・BEEF→第30回）、Sports Complex（第31回まで）、メットライフドーム、立教大学、ASICS  TOKYO BAY、SEIKIDO、subLUE（メット・立教・ASICS・SEIKIDO・subLUE→第31回）、molten（第31-33回）、赤羽体育館、PING（赤羽・PING・→第32回）、服部緑地 大田区総合体育館、有明コロシアム、伊藤超短波（服部・大田区・有明・伊藤→第33回）

### 特別編
2024年12月16日時点でのスタッフを列挙する。
- 構成：都築浩、小川浩之、安田聡太、上野耕一郎、梅田道人
- 統括：樋口圭介
- TM：高田格
- TD／SW：平間隆啓
- CAM：梶木真弥
- 照明：越前充弘
- 音声：吉田有希
- VE：二宮紗耶
- PA：宇都宮晋也
- 美術プロデューサー：吉野雅弘
- デザイン：吉岡理人
- 美術進行：楢崎仁志、石川将太
- 大道具：作田慎之介
- 小道具：福留克年
- 電飾：仁平光一
- 装飾：島田祥子
- メイク：川口カツラ店
- EED：奈良直樹
- MA：前田悠貴
- 音効：古屋陸
- TK：高橋由佳
- 編成：米川宝、辻慈生
- 宣伝：山口萌
- デスク：薮田早加
- 技術協力：ヌーベルアージュ、TSP
- 素材協力：ゲッティ、朝日新聞フォトアーカイブ、時事通信社、アフロ
- 衣装協力：BOSS
- 制作協力：大谷山、UNITED PRODUCTIONS、テレビ朝日映像
- 制作スタッフ：長嶺由一郎、高嶋礼奈、長岡大河、池田理梨、杉山畔啓、石井遥、岩田大佑、小野仁
- 制作進行：高野裕基
- アシスタントプロデューサー：鈴木園子、梶原亜季
- ディレクター：森下和光、野呂智之、庄司金之助、山田和也、横堀健悟、安達憲一、樋口元明、村野哲史、武部萌、木下智貴、林大輔、西山幸彦
- チーフディレクター：大岩タカユキ（大谷山）
- 演出：竹嶋正明
- プロデューサー：北村麻美、武田哲治、高橋伸之、菊池裕衣子（大谷山）、大橋豪（UNITED PRODUCTIONS）、中澤誠二（テレビ朝日映像）
- ゼネラルプロデューサー：久保信広
- 制作：テレビ朝日ビジネスソリューション本部コンテンツ編成局第2制作部＆スポーツ局
- 制作著作：テレビ朝日

## DVD
2012年12月21日、4枚組DVD『とんねるずのスポーツ王は俺だ!! 超一流アスリートに土下座させるぜ! 日本代表にだって絶対に負けられない戦いがここにはある!!の巻』（TCED-1635）として、TCエンタテインメントから発売された。
収録内容
- DISK1：野球対決（2010年チーム石橋vsWBC日本代表・2011年石橋ジャパンvs千葉ロッテマリーンズ）
- DISK2：サッカー対決（2011年木梨ジャパンvs日本代表・2005年チーム木梨vsなでしこジャパン・2012年木梨ジャパンvsなでしこジャパン）
- DISK3：ゴルフ&テニス&卓球対決（2011年ゴルフ とんねるずvs石川遼・宮里藍・2010年テニス&卓球 とんねるずvs杉山愛、福原愛、松岡修造・2011年卓球 とんねるずvsフィギュア軍団）
- 特典DISK（野球対決 各チームの作戦会議に潜入・石橋 野球奪三振名場面集・木梨 ストライク＆スペア全部見せ・石川遼&宮里藍ゴルフカートトーク・新旧女子アナ卓球対決武内アナVS竹内アナ）

## スピンオフ企画
2022年11月3日、岩手朝日テレビの特別番組「輝け!銀河の国の星達 特別編 石橋貴明の出てこい!未来のメジャーリーガー!!」の18:15 - 19:00の第2部にて「とんねるずのスポーツ王は俺だ！リアル野球BAN in岩手」が放送された。
岩手県内の少年野球チーム6組をキット、サクラサク野球場に集めリアル野球BANを実施、ルールは3アウト交代の対戦形式ではなく、アウトカウントに関係なく1チームの1番から9番打者の9人が挑戦し、9番打者が打ち終わるまでに何点入ったかを競った。出塁した選手は本家とは異なり、実際に塁上に出塁する。収録には石橋貴明・ゴルゴ松本も参加した。また17:33 - 17:50の第1部では「石橋貴明 岩手の野球を語る」と題し岩手県営野球場を訪れ大谷翔平・佐々木朗希といった岩手県出身のプロ野球選手など岩手の野球に関するトークを展開するロケ企画を行った。